# Architecture anglo-indienne

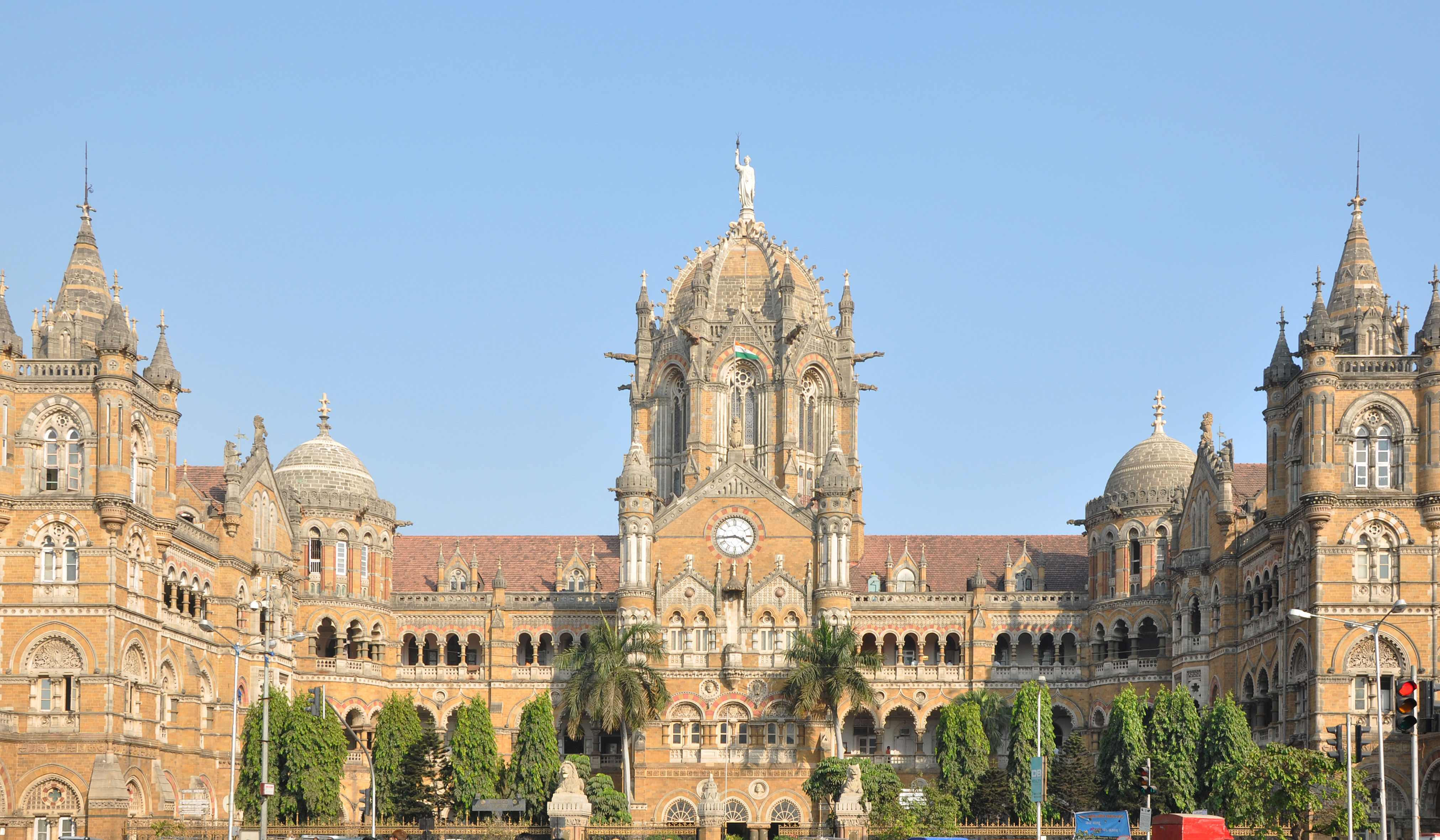
La gare du Chhatrapati Shivaji Terminus (anciennement 'Victoria Terminus') à Bombay

L'architecture anglo-indienne (en anglais Indo-Saracenic Revival architecture) est un mouvement architectural lancé à la fin du XIXe siècle par les architectes britanniques dans les Indes britanniques. Il associe des éléments de l'architecture indo-islamique à l'architecture néogothique de l'Époque victorienne

## Histoire
L'Inde a toujours été un creuset où fusionnent des civilisations et des architectures.  C'est ainsi que l'architecture moghole créée par la dynastie des empereurs moghols - Akbar et ses successeurs -  était une fusion entre le style perse importé et le style hindou local. Ce style moghol a été développé aussi par son petit fils Shah Jahan et a donné lieu à des chefs-d’œuvre architecturaux : la tombe de Humayun, le Taj Mahal, le fort d'Agra, le fort de Lahore, la ville de Fatehpur-Sikri, la tombe d'Akbar.
Ce style a régressé avec l'empereur Aurangzeb qui cherchait un retour aux sources islamiques et un style dépouillé. Le style moghol a été adopté dans des royaumes du Rajasthan, notamment pour impressionner les États voisins et l'empire sur le déclin. C'est par exemple le cas du fort d'Amber et du palais d'Orchha près de Jaïpur.
Au XIXe siècle le Royaume-Uni contrôlait largement l'Inde tout en laissant un dernier empereur moghol régner. Cependant, après la révolte des Cipayes qui coûta la vie à de nombreux civils anglais, la Grande-Bretagne exerça une forte répression, exila le dernier empereur Bahadur Shah II qui s'était allié aux mutins. Les Britanniques détruisirent quelques bâtiments moghols et en convertirent certains à leur usage : dans le fort d'Agra, le Diwan-i-Khas (salle des audiences privées) fut transformé en mess des officiers et le Diwan-e-Am (salle des audiences publiques) en arsenal.
Pour marquer son influence sur les Indes, la Grande-Bretagne voulut créer un nouveau style qui soit une fusion entre le style moghol local et le style néo-gothique victorien. En même temps qu'elle développait le pays en construisant des chemins de fer, collèges et tribunaux.
Ce nouveau style architectural s'exporta aussi en Malaisie avec par exemple la nouvelle mairie de Kuala Lumpur achevée en 1897 ainsi que de grandes mosquées.
Il s'appliqua même pour certaines construction en métropole, telles que le Pavillon royal de Brighton. Par la suite, celui-ci faillit par deux fois être démoli pour son style considéré comme carnavalesque, mais finalement conservé.

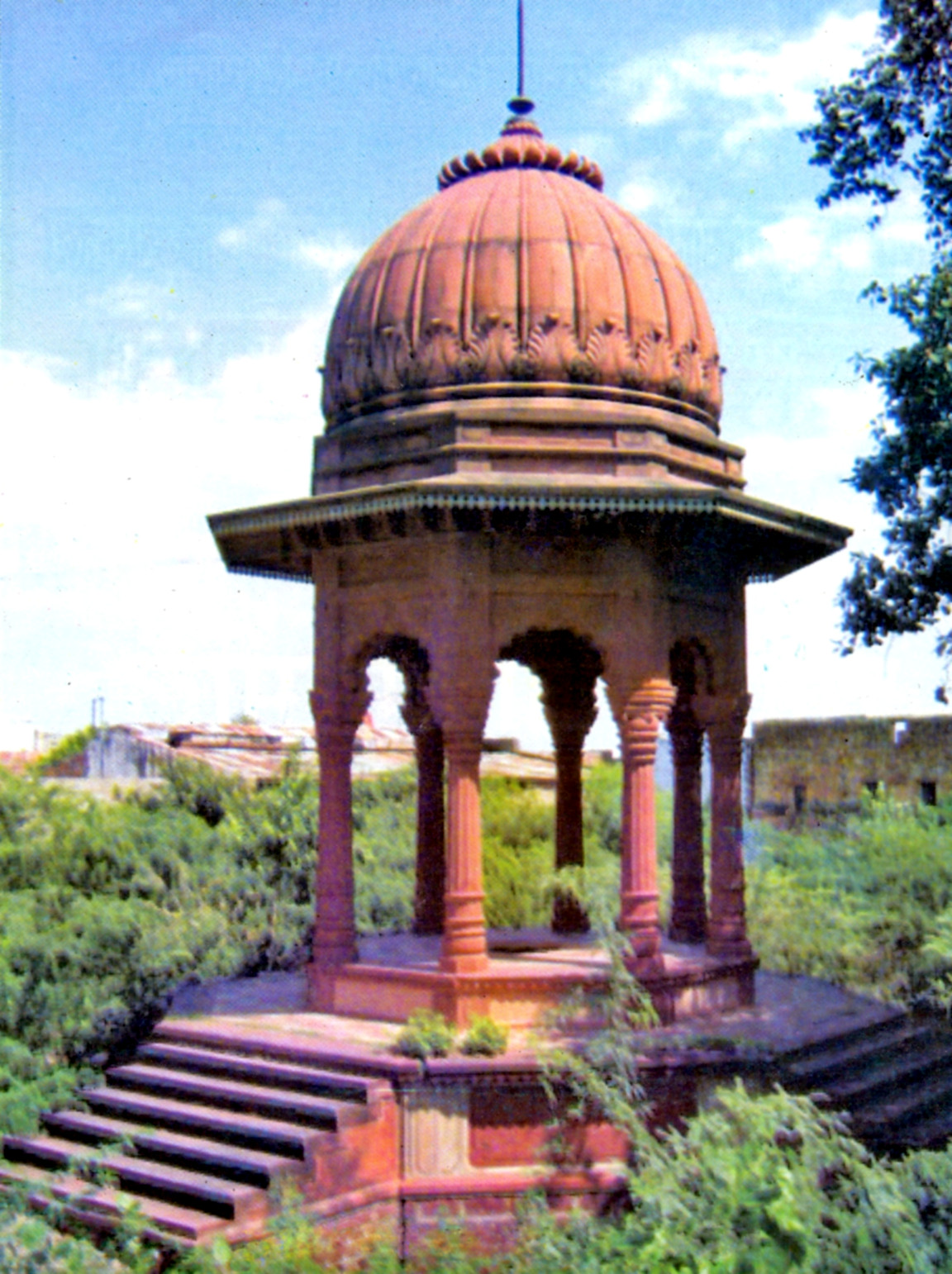
Chhatri du Maharaja Udaybhan Singh de Bharatpur

Ce style s'étendit en Inde britannique à des bâtiments de taille plus modeste telles que des gares, sous une forme moins richement décorée.
Il se caractérise par des bâtiments de dimensions impressionnantes grâce à des progrès techniques mis en œuvre par les Britanniques : utilisation du fer, de l'acier et du béton. Ces constructions étaient ensuite le support de détails et décorations relevant des styles locaux favorisés par la mode de l'orientalisme ou de l'exotisme. Telles que par exemple :
- bulbe en forme d'oignon
- Architecture avec Sablière (architecture)
- Arches lobées
- Toits avec voutes
- Pavillons de type chhatri
- Pinacles
- Tours ou minarets
- Moucharabiehs

Ce style est proche du style néo-mauresque. Il s'en distingue par les apports indiens tels que les chhatris.

## Exemples

### Au Bangladesh

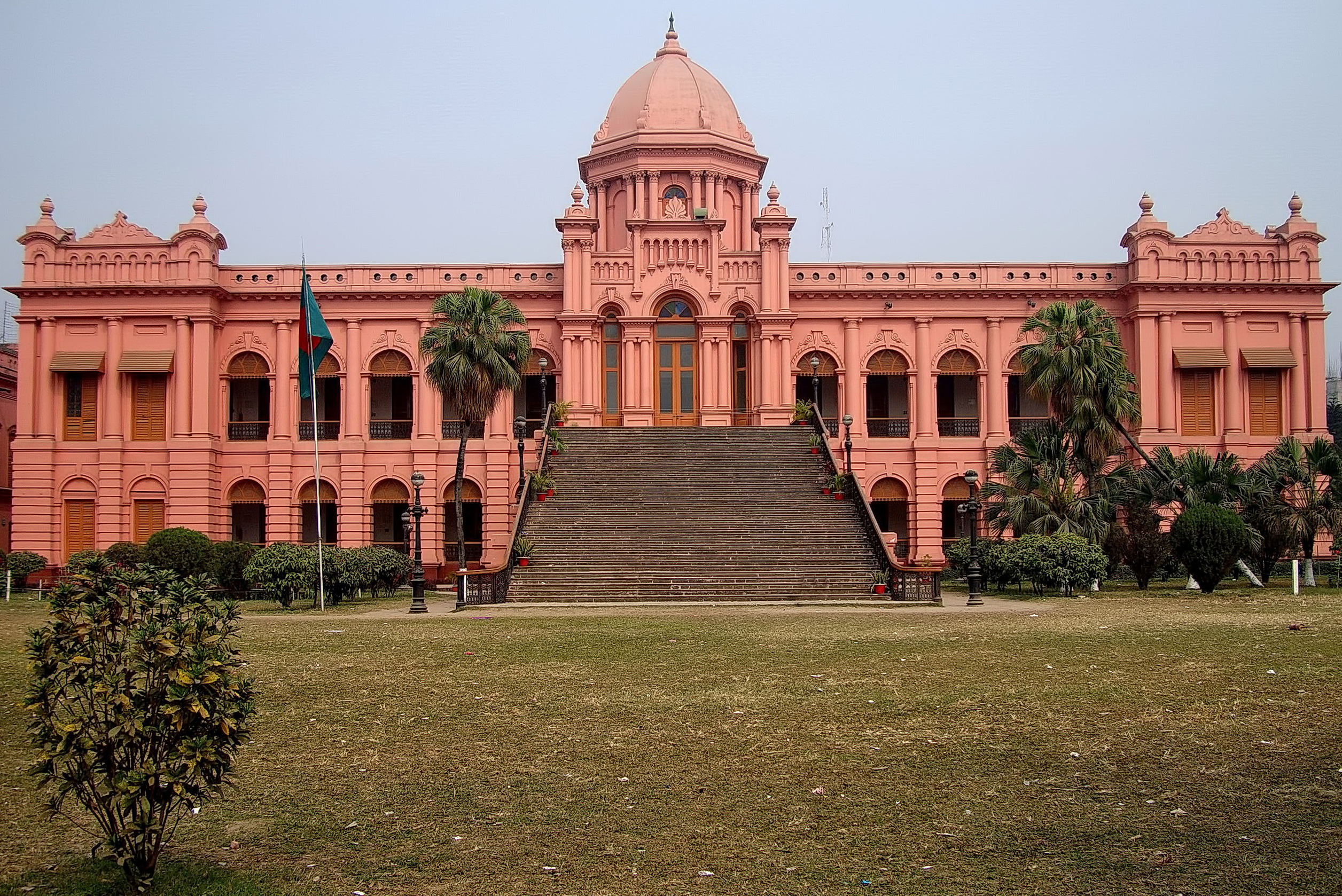
Ahsan Manzil à Dhaka
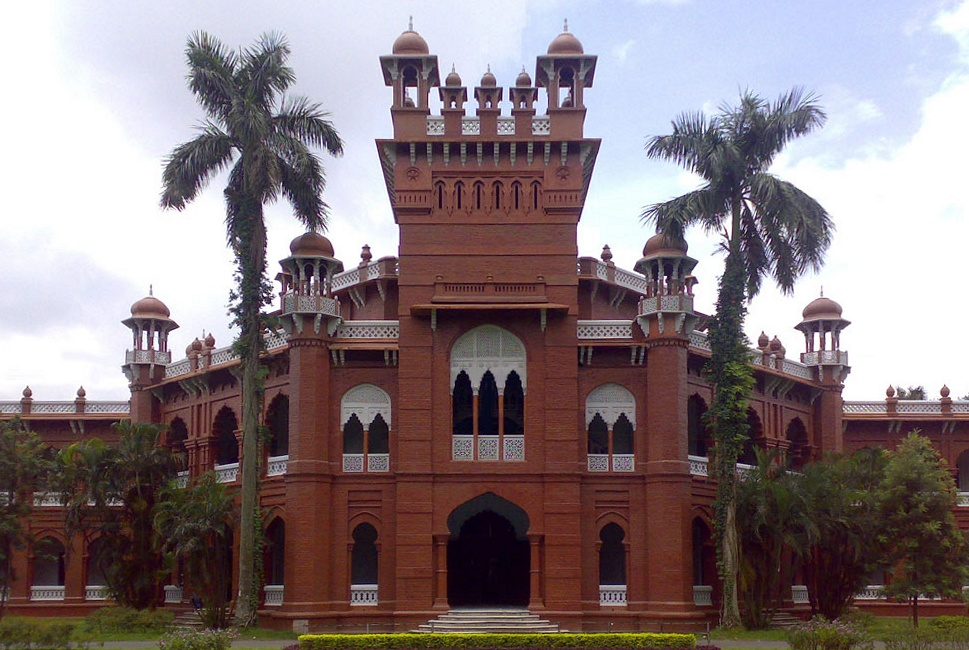
Hall Curzon à Dhaka
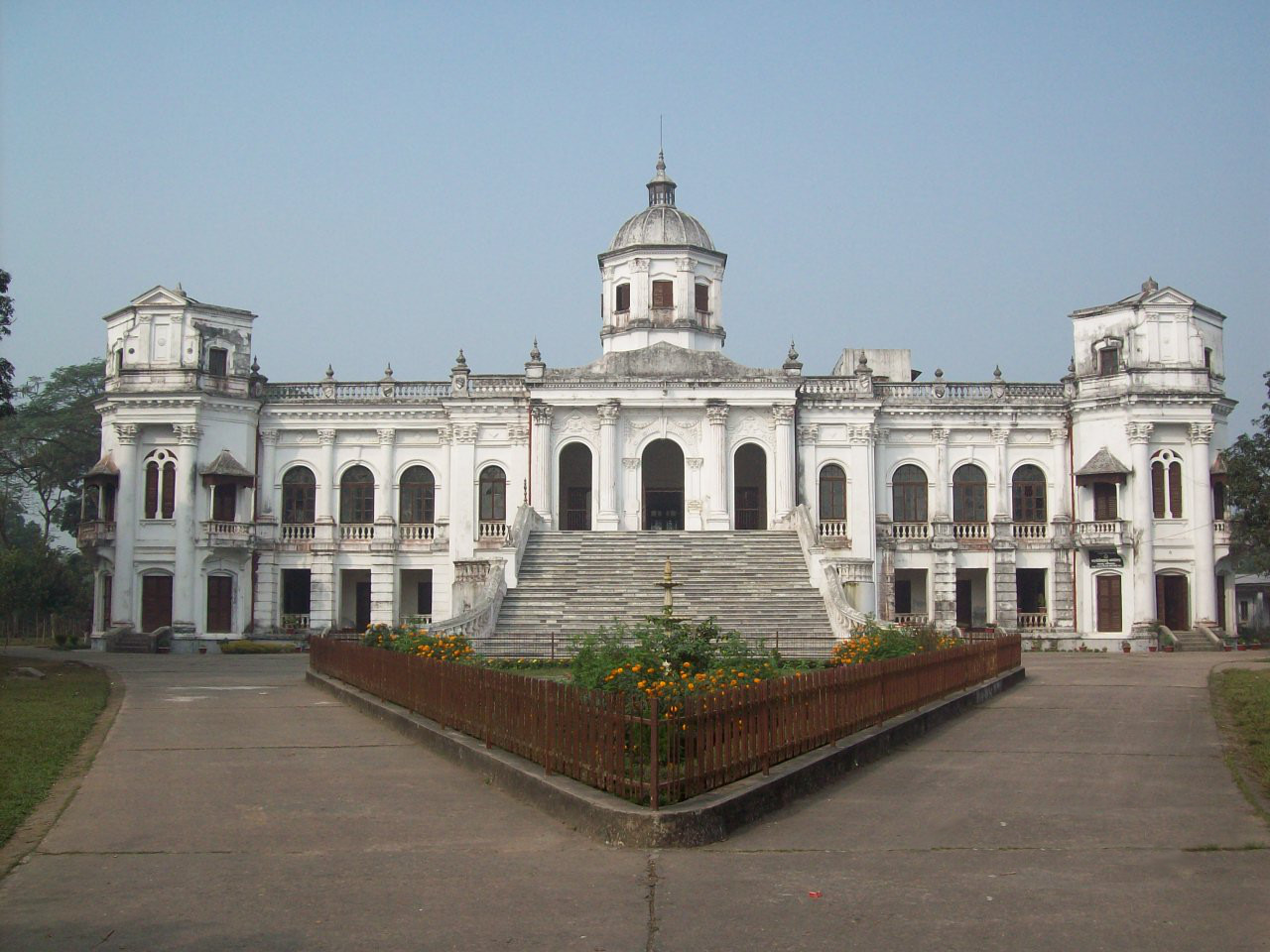
Palais de Tajhat à Rangpur
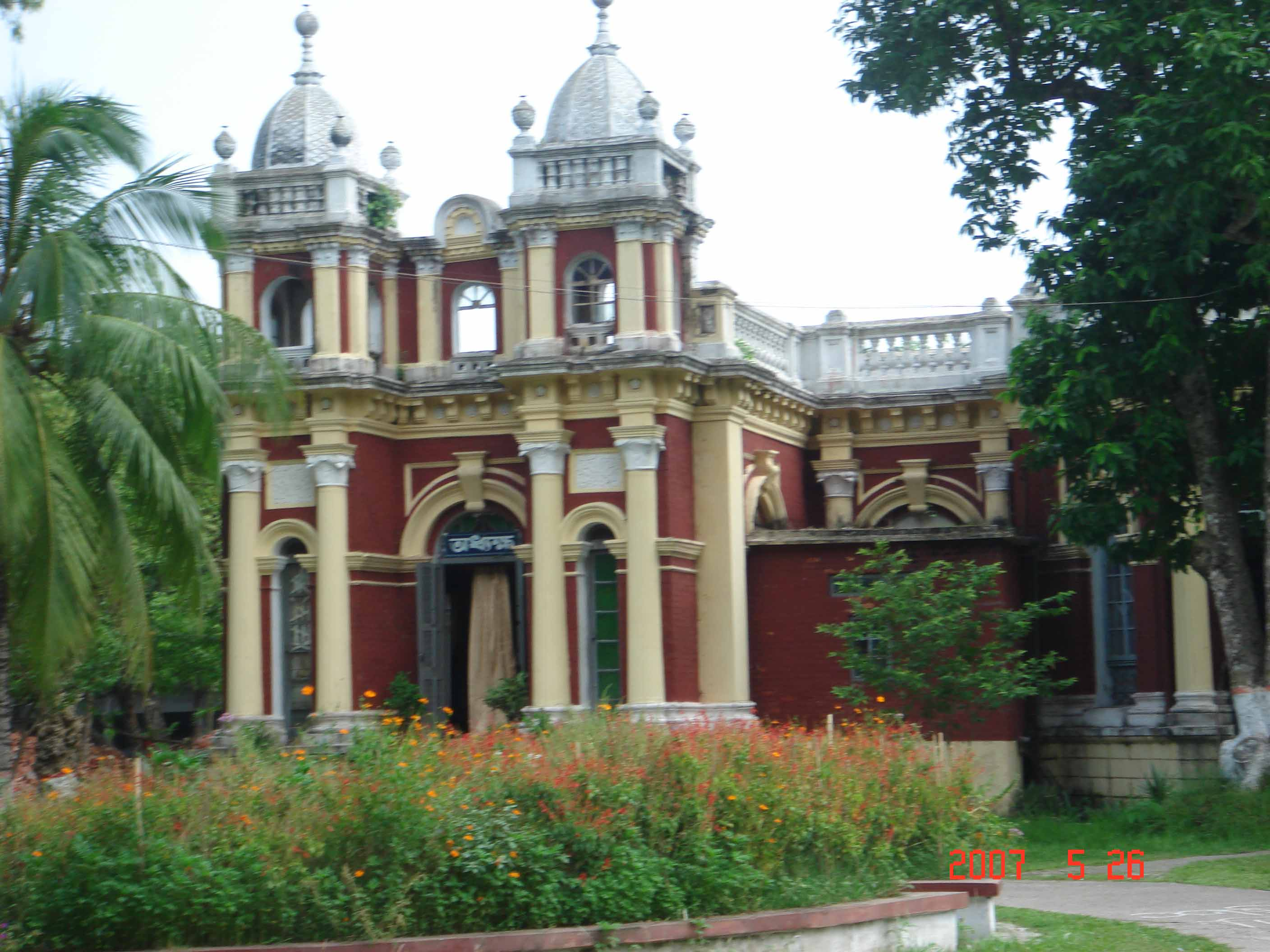
Shoshi Lodge à Mymensingh
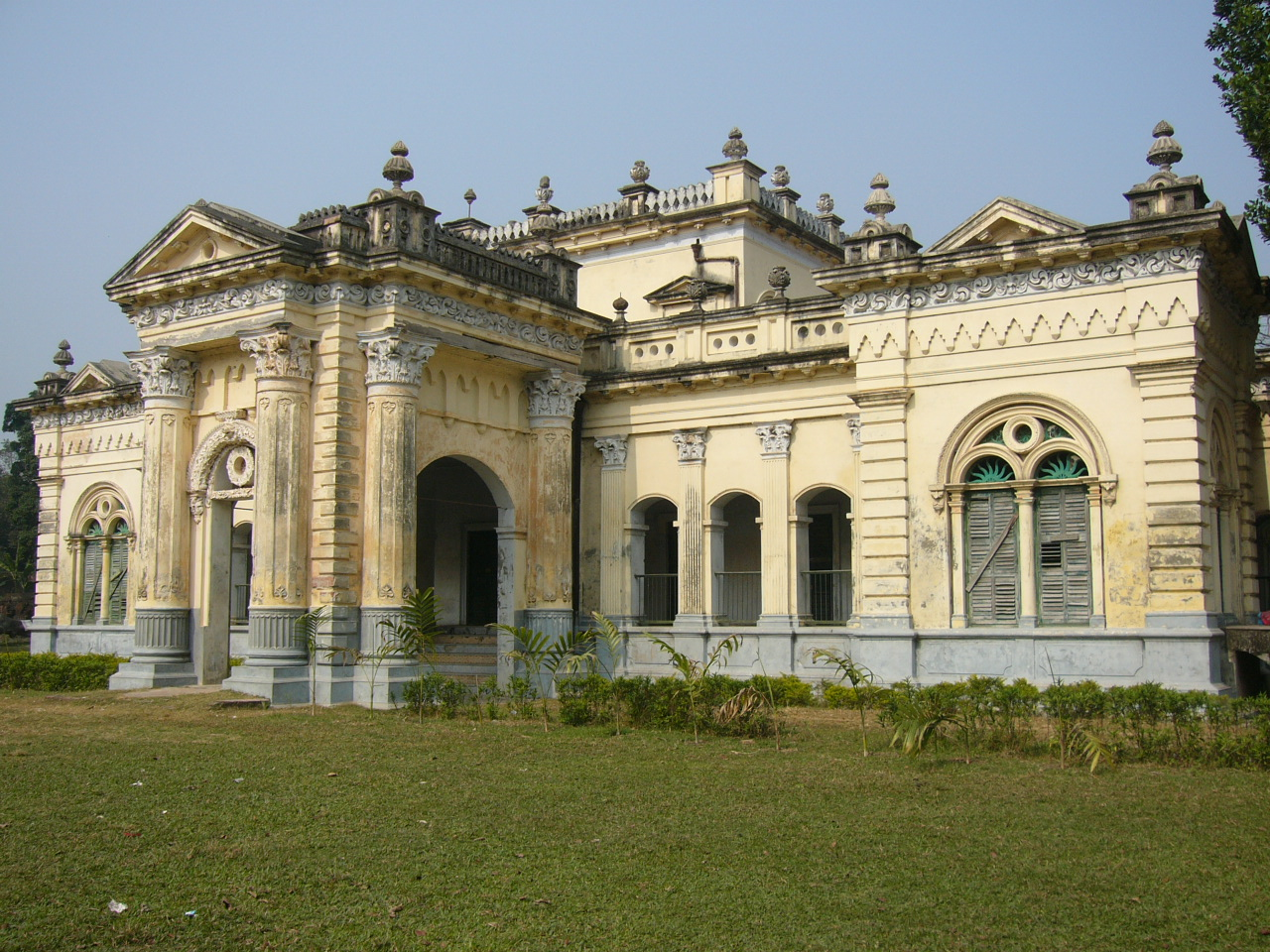
Natore Rajbari à Natore

### En Inde

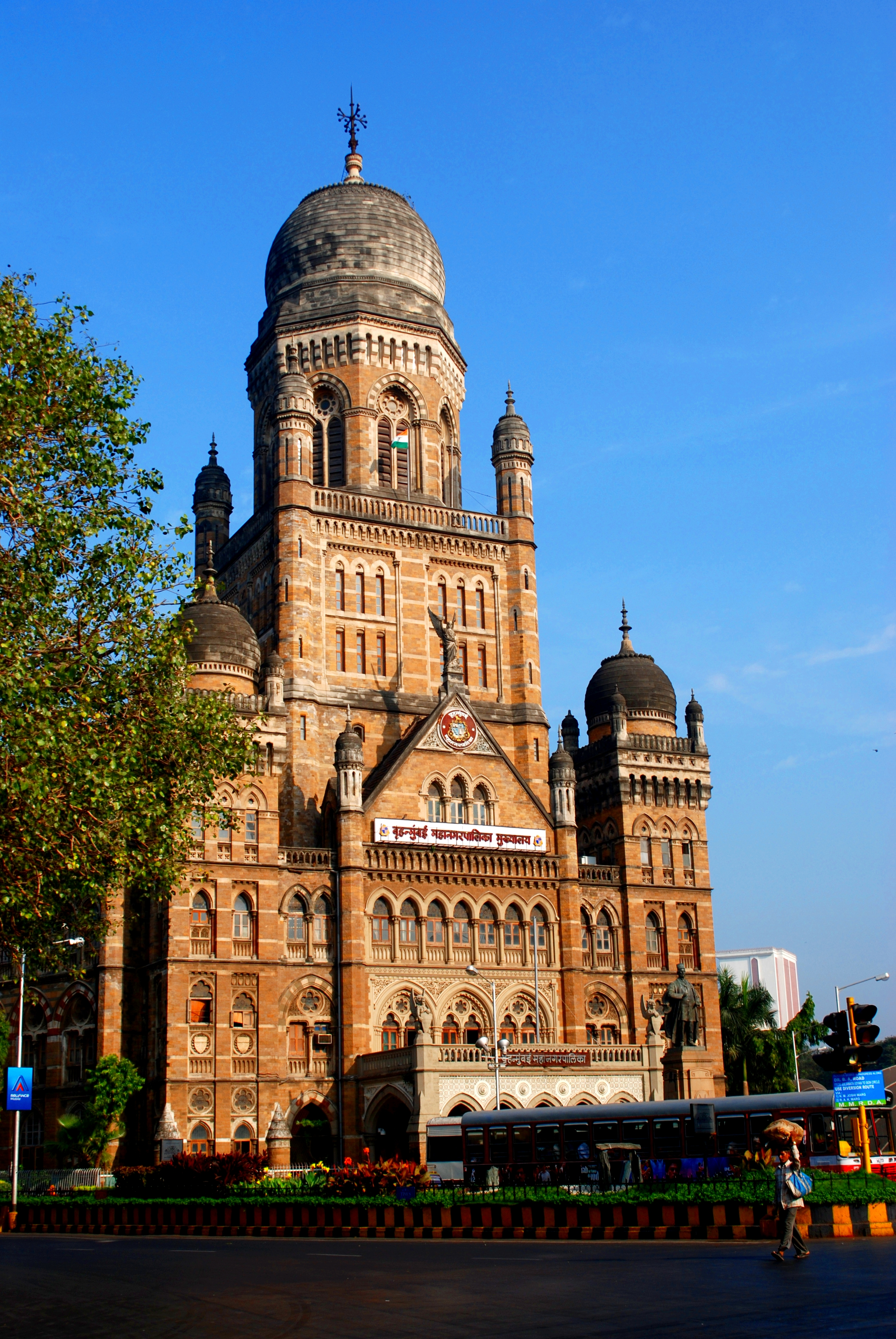
Hotel de ville de Bombay (Mumbai)
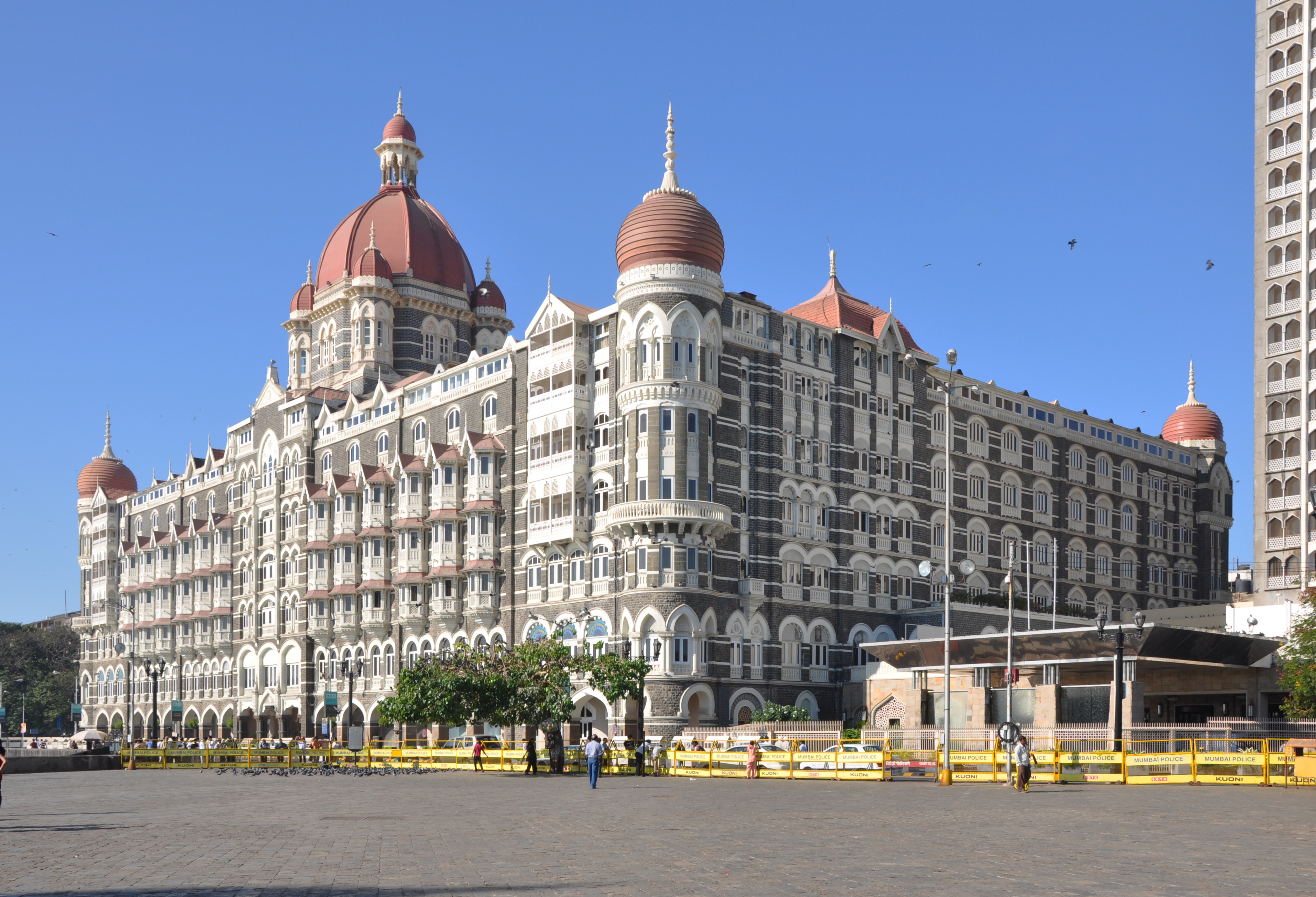
Hotel 'Taj Mahal', à Bombay
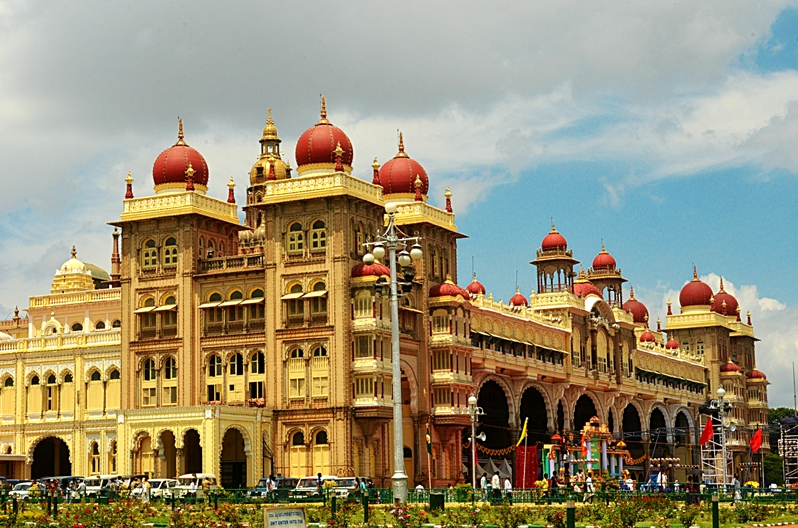
Palais royal de Mysore
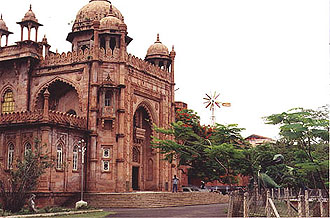
Musée de Madras (Chennai)
Le Victoria Memorial, à Calcutta
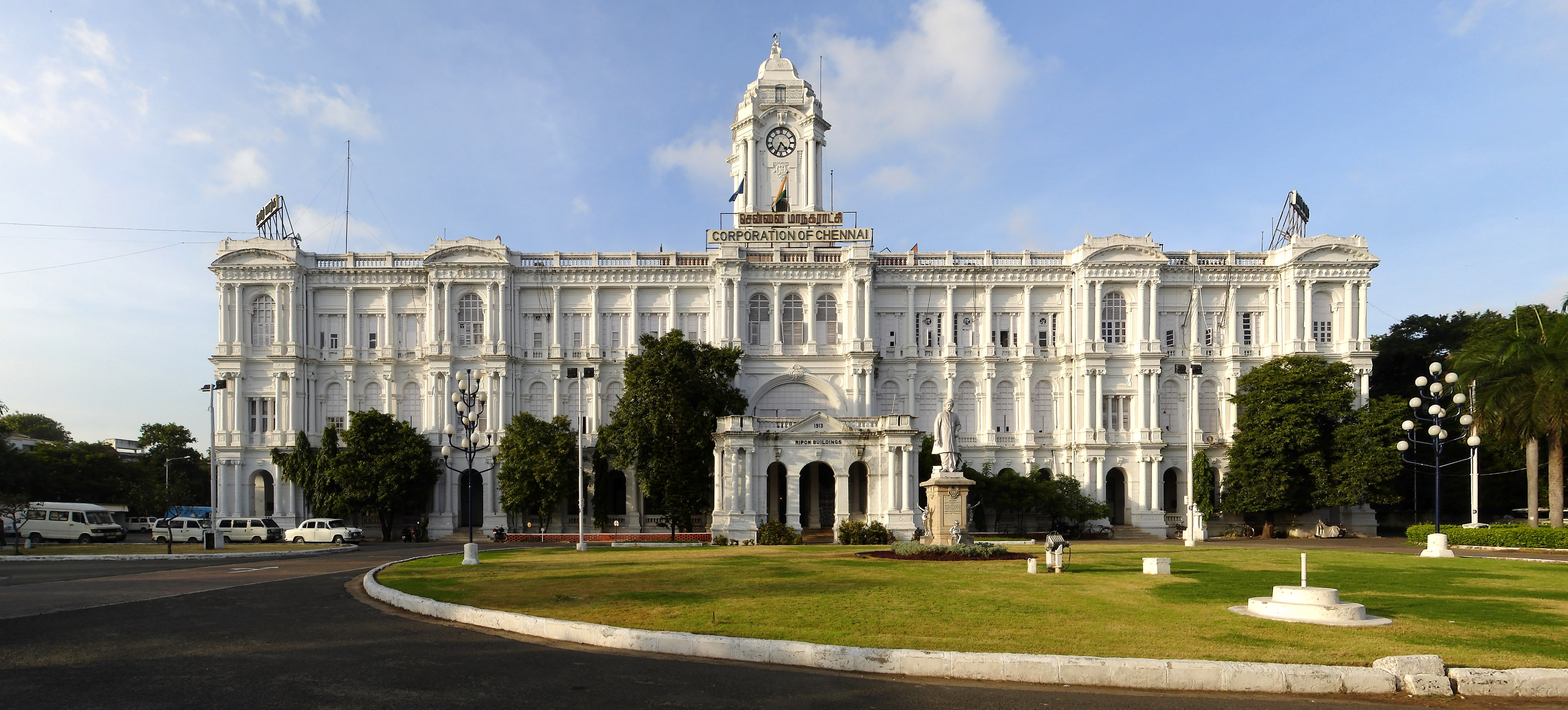
Le Ripon Building, à Madras
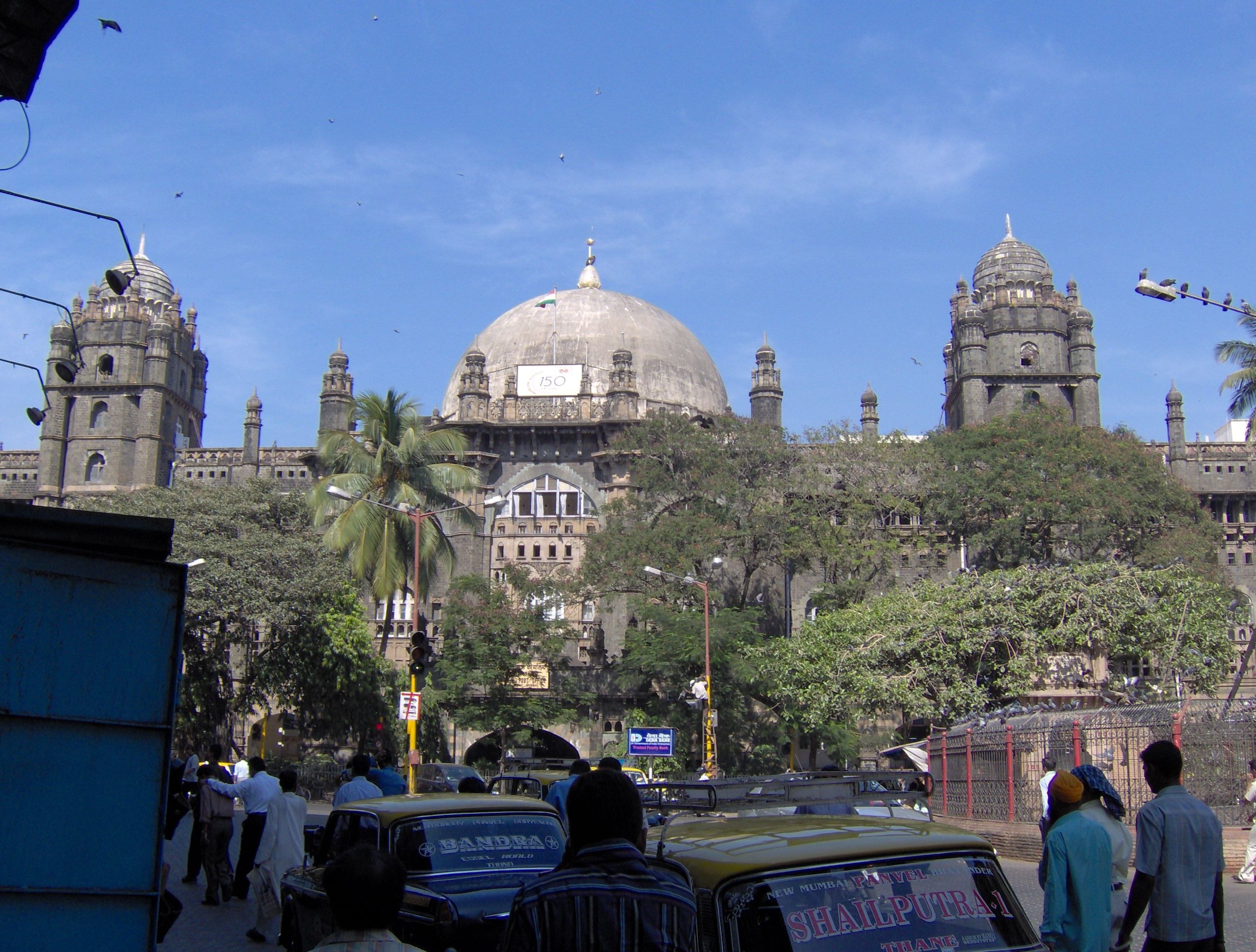
La Poste centrale, à Bombay
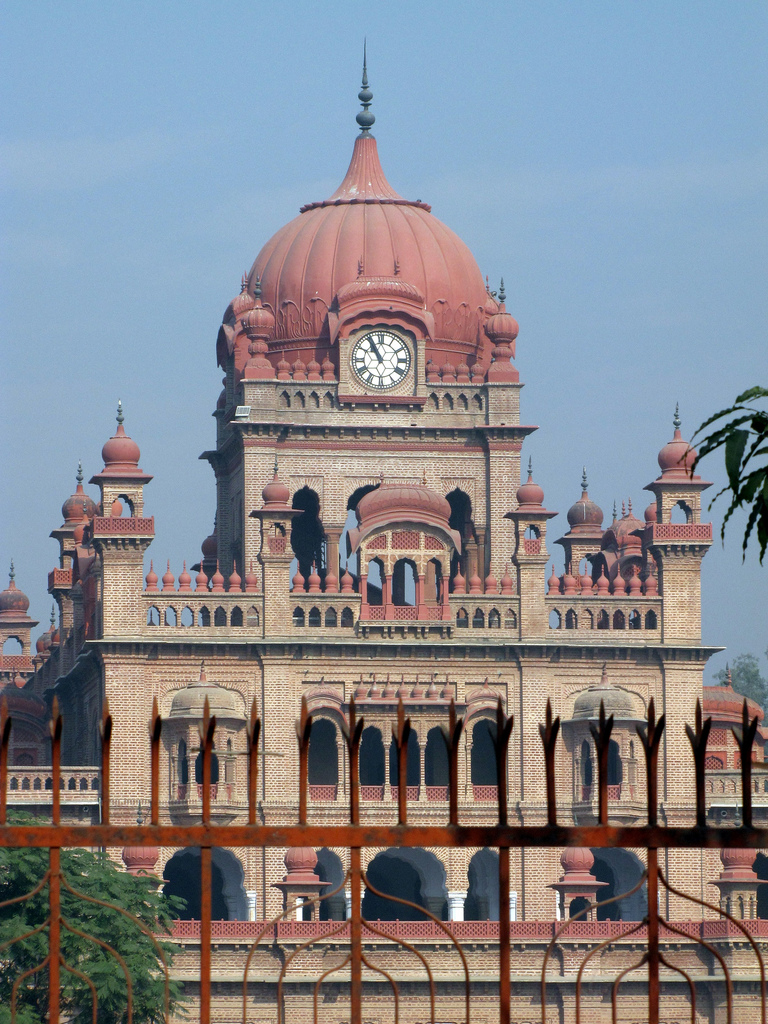
Le Khalsa College, à Amritsar
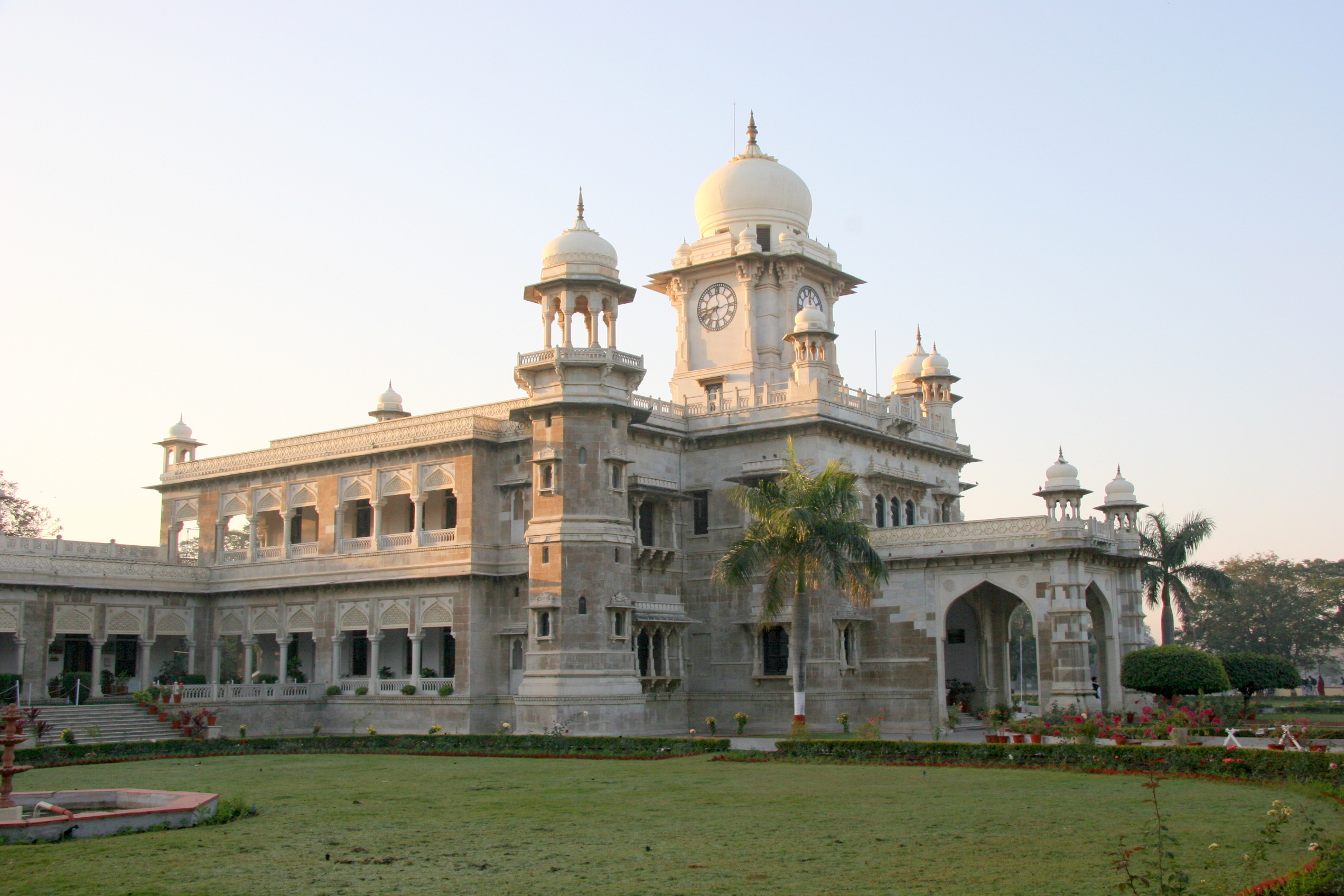
Daly College à Indore
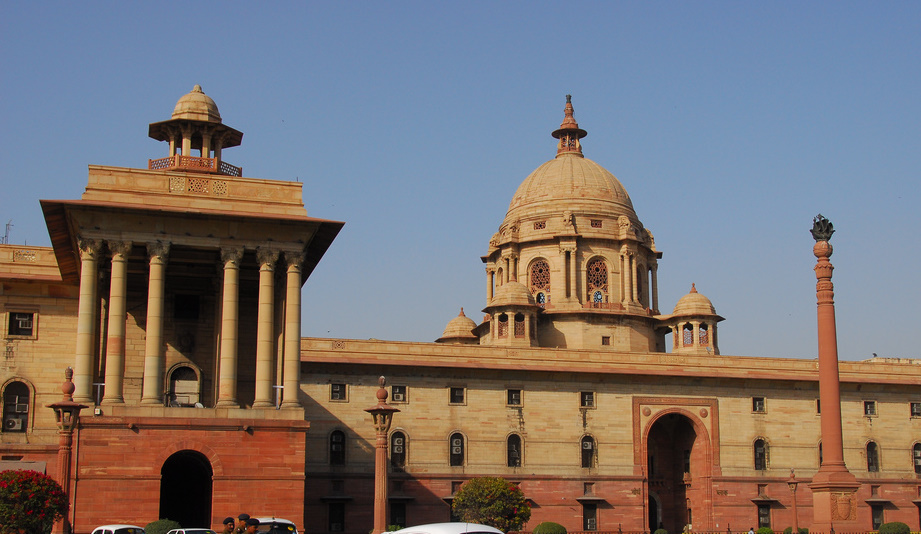
L'immeuble du Secrétariat du gouvernement fédéral, à New Delhi
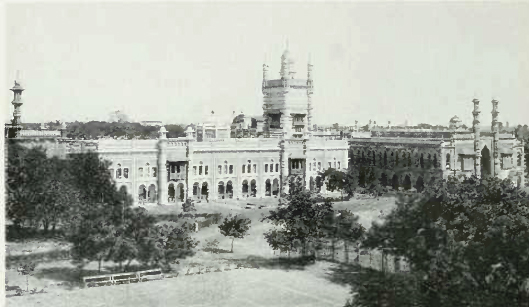
Le Chepauk Palace, à Madras (Chennai)
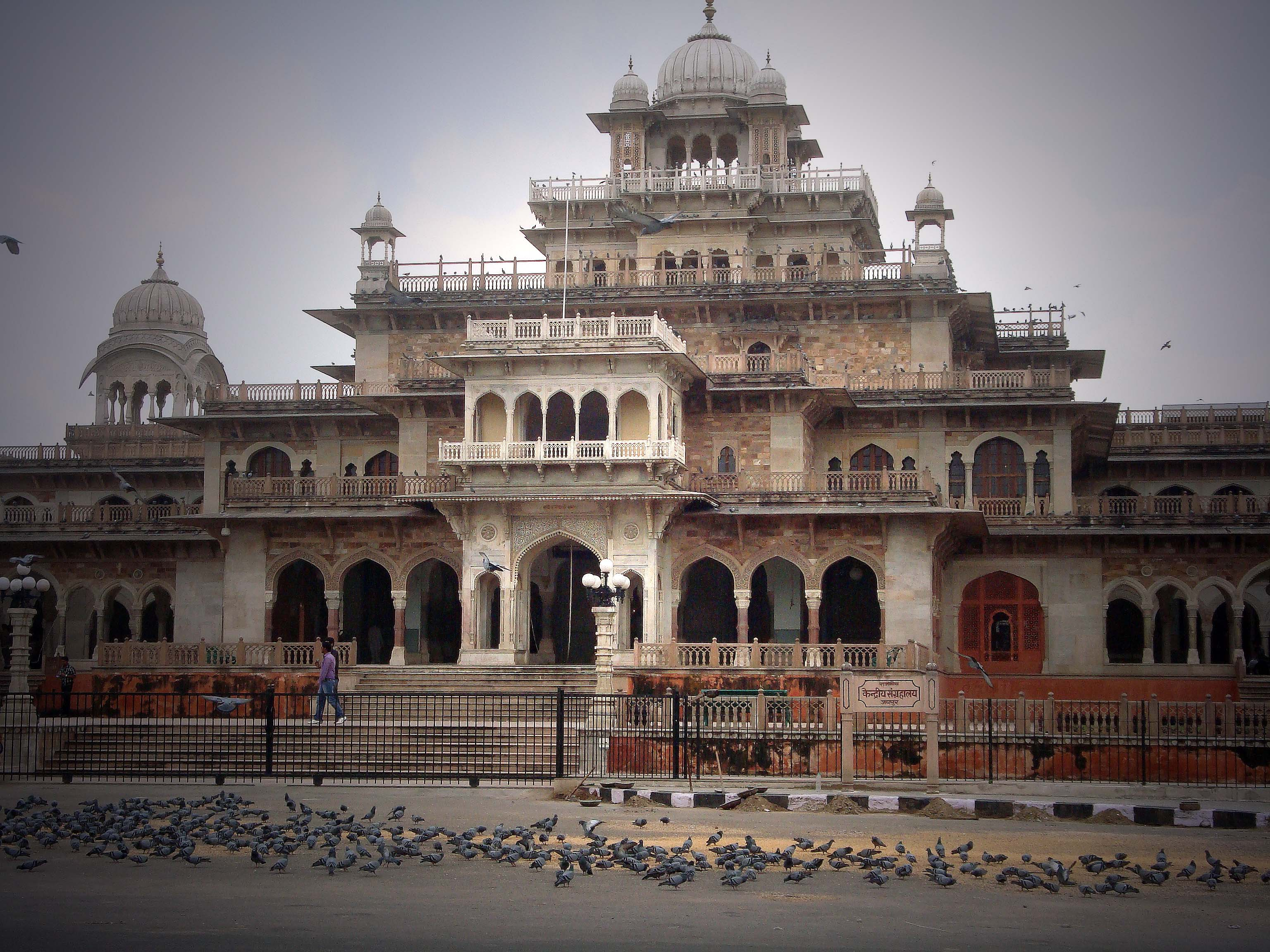
L'Albert Hall, à Jaipur

## Au Pakistan

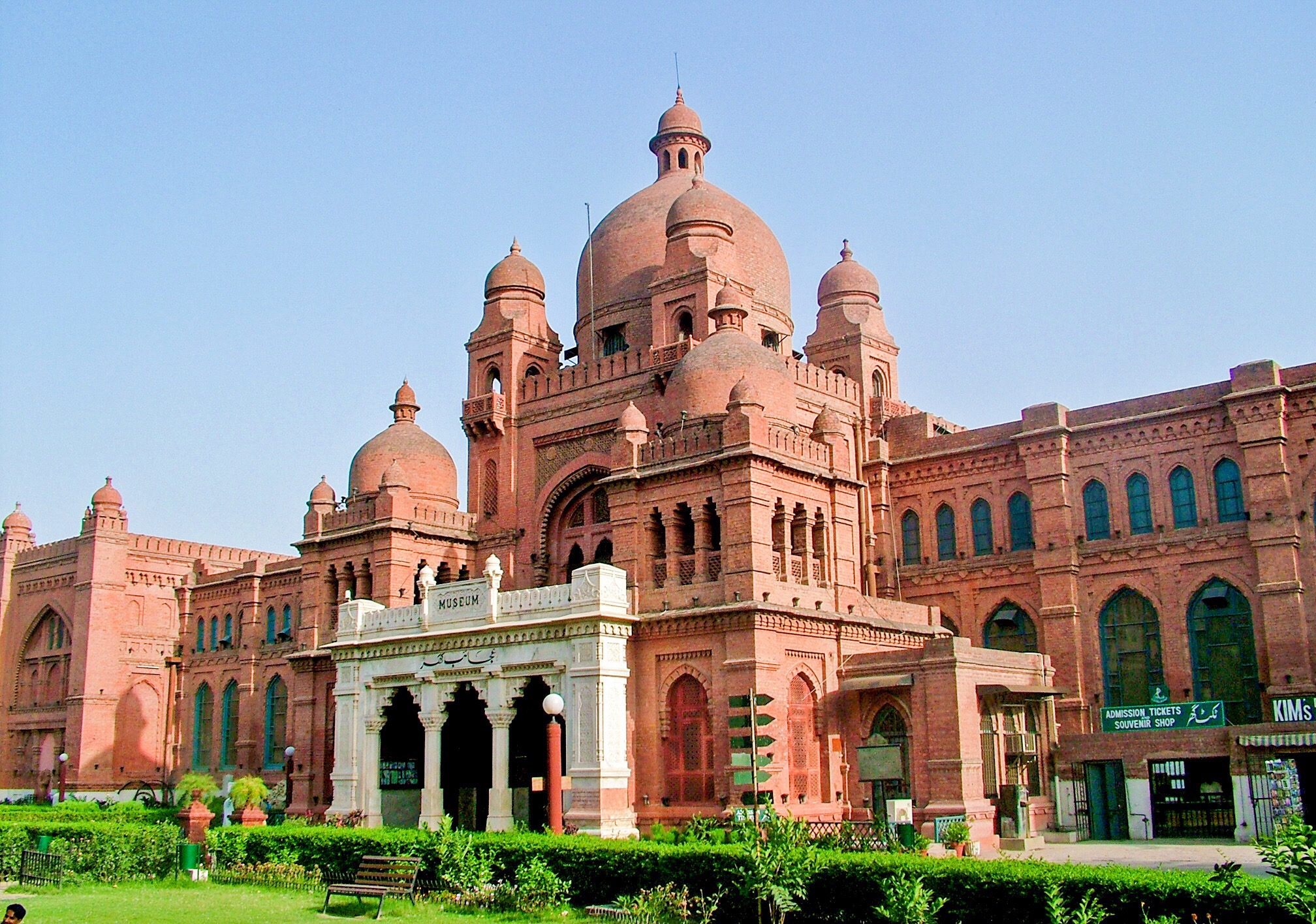
Le Musée de Lahore
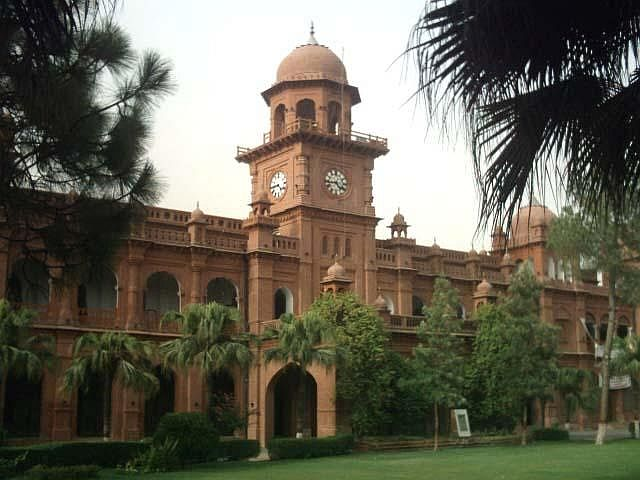
L'Université du Pendjab, à Lahore
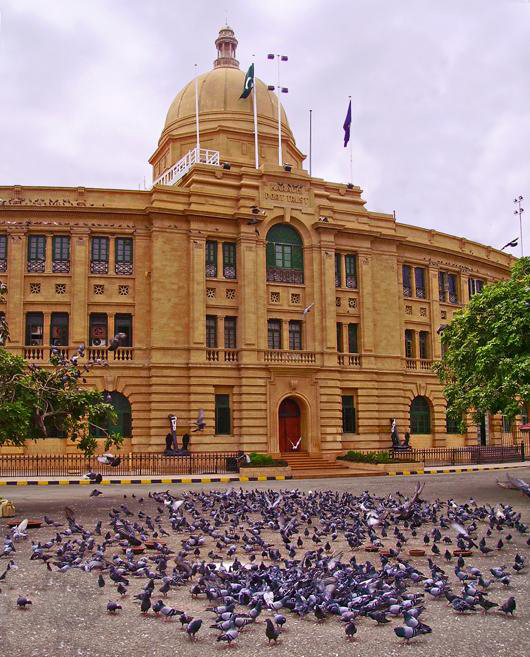
L'Autorité du port, à Karachi
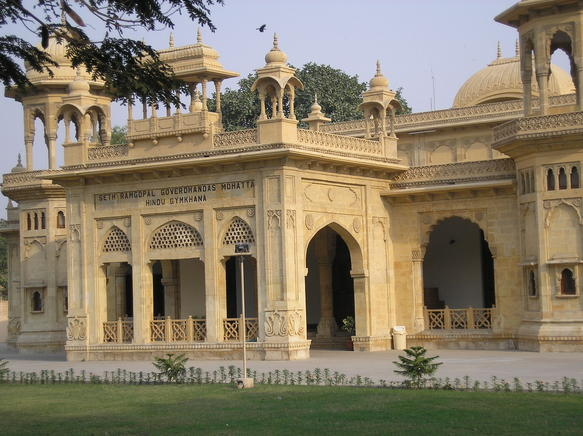
L'Académie des Arts, à Karachi
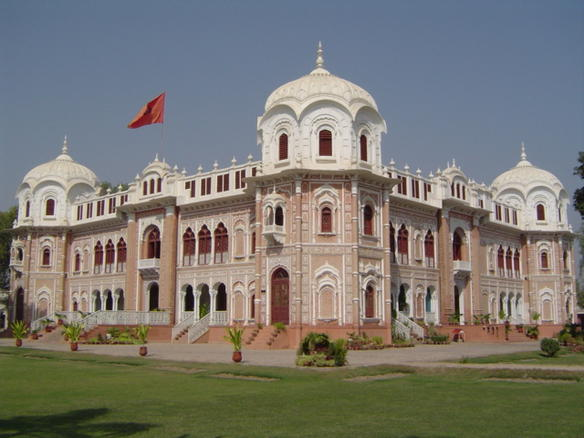
Le Darbar Mahal, à Bahawalpur
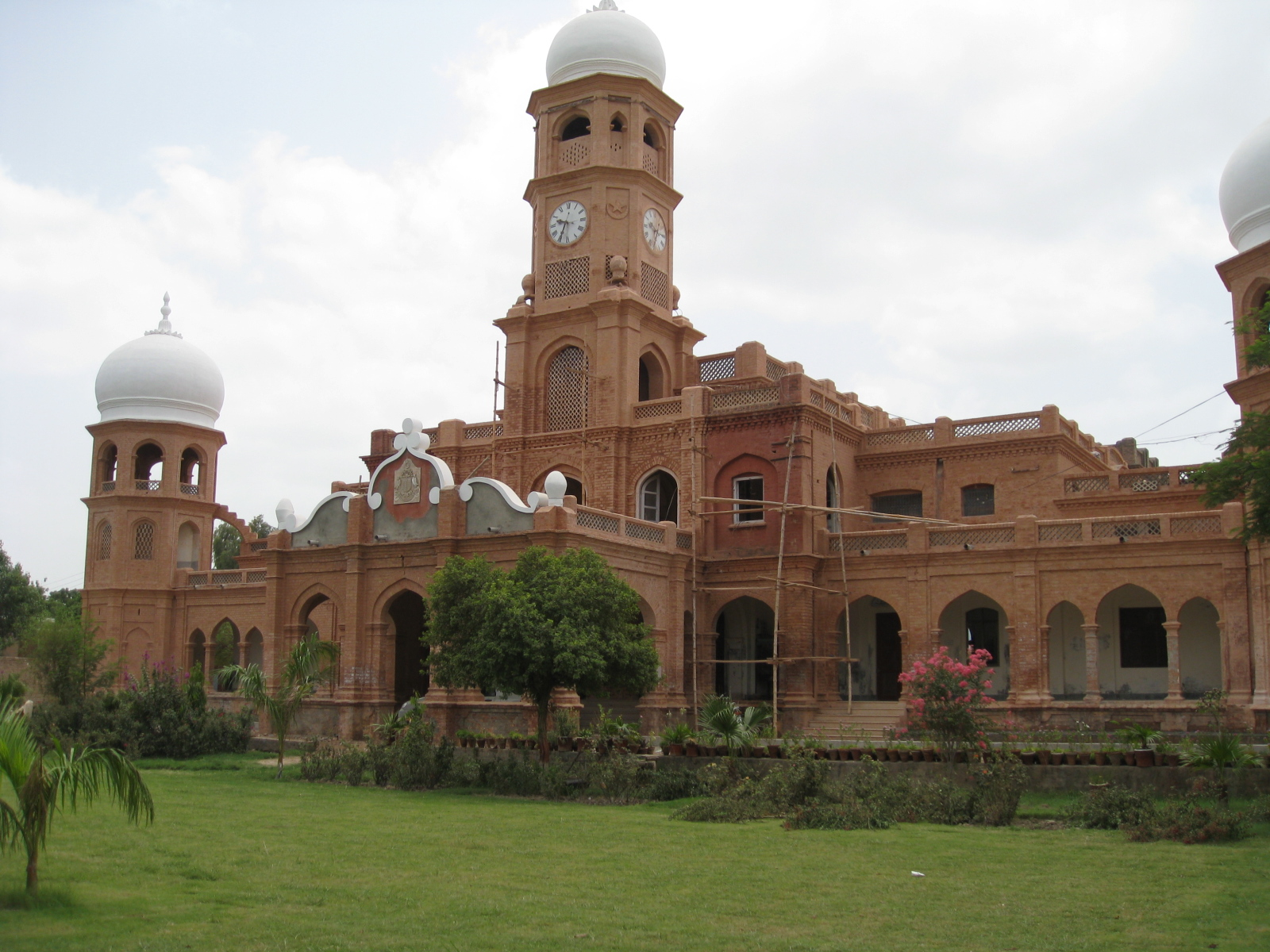
L'école 'Sadiq Dane', à Bahawalpur
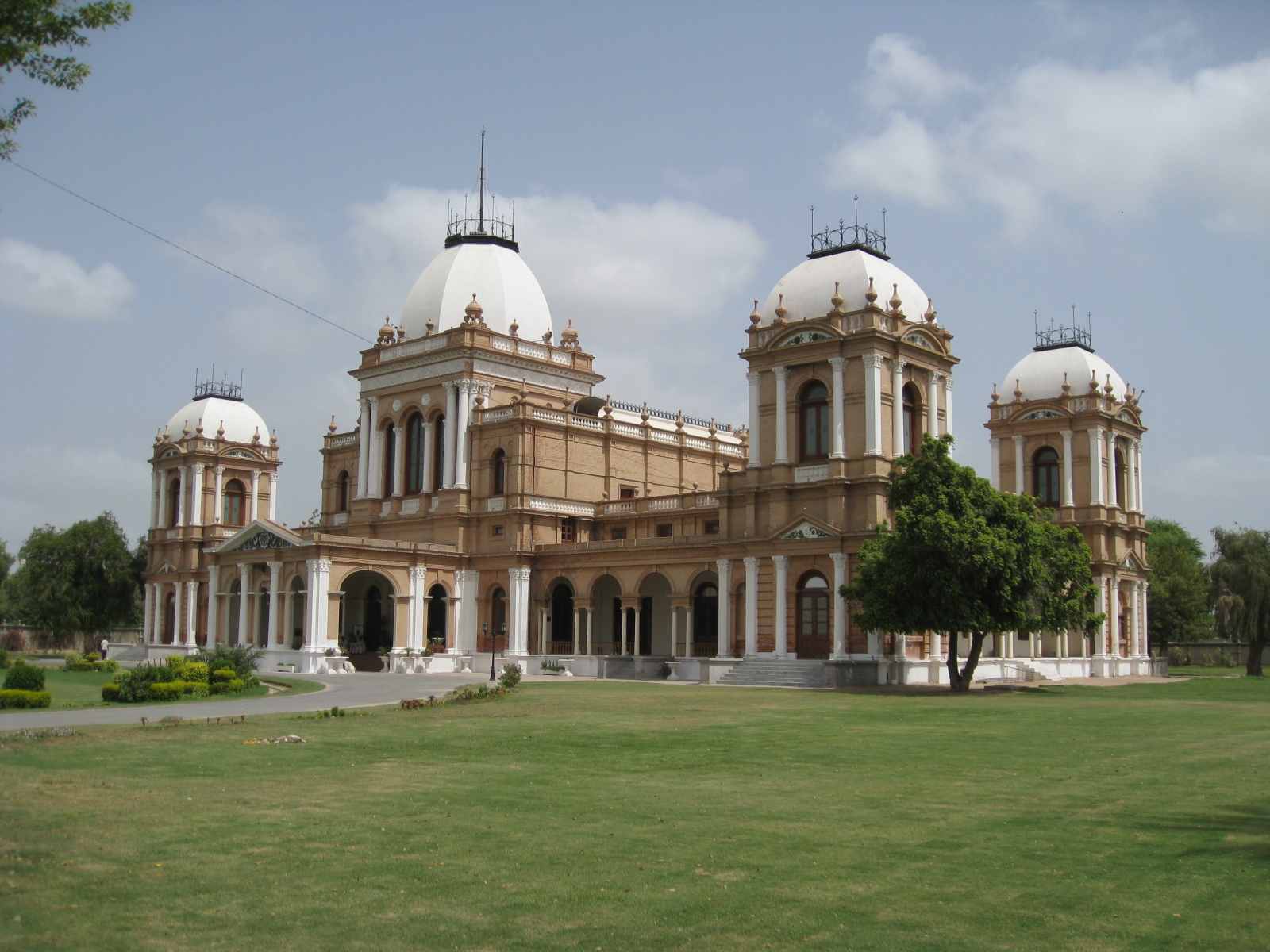
Le Noor Mahal, à Bahawalpur
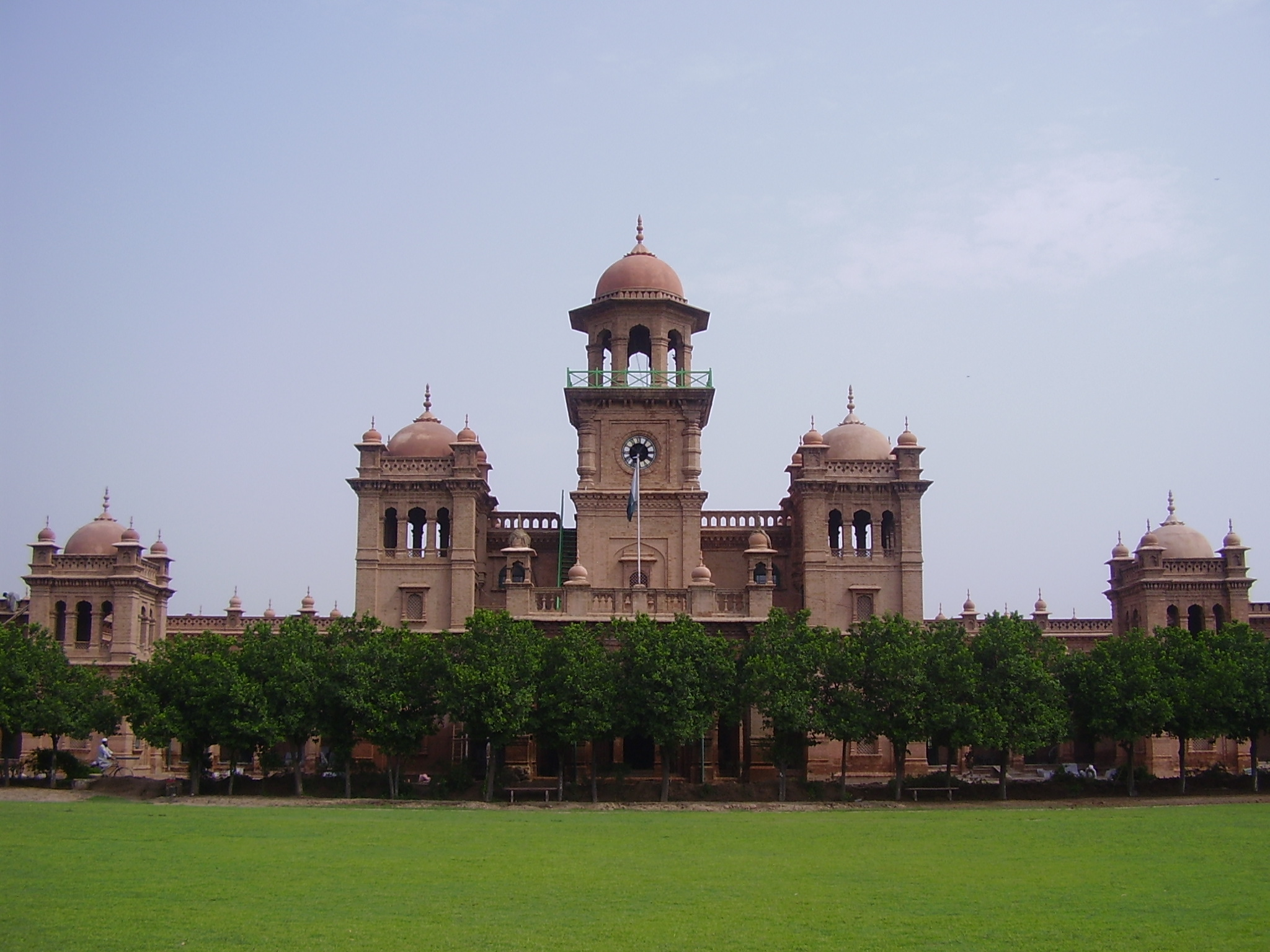
Islamia College University, à Peshawar
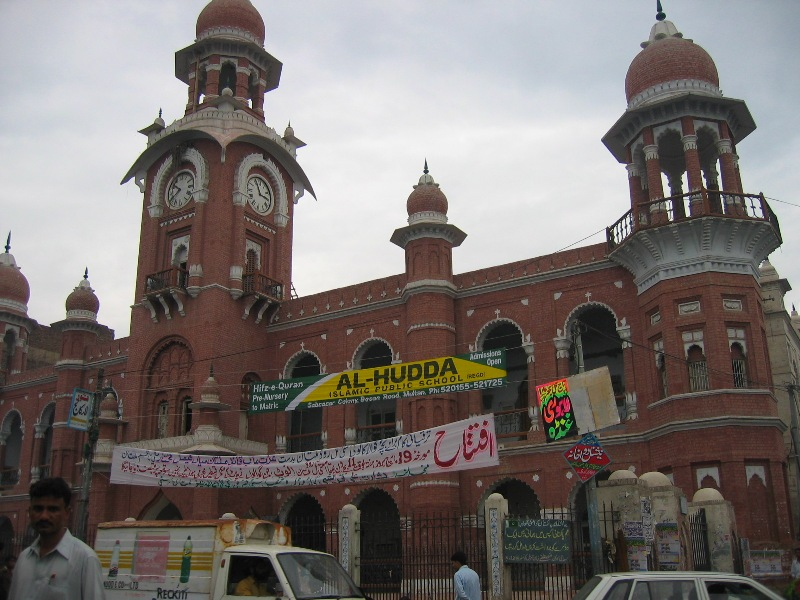
Le Ghanta Ghar, à Multan
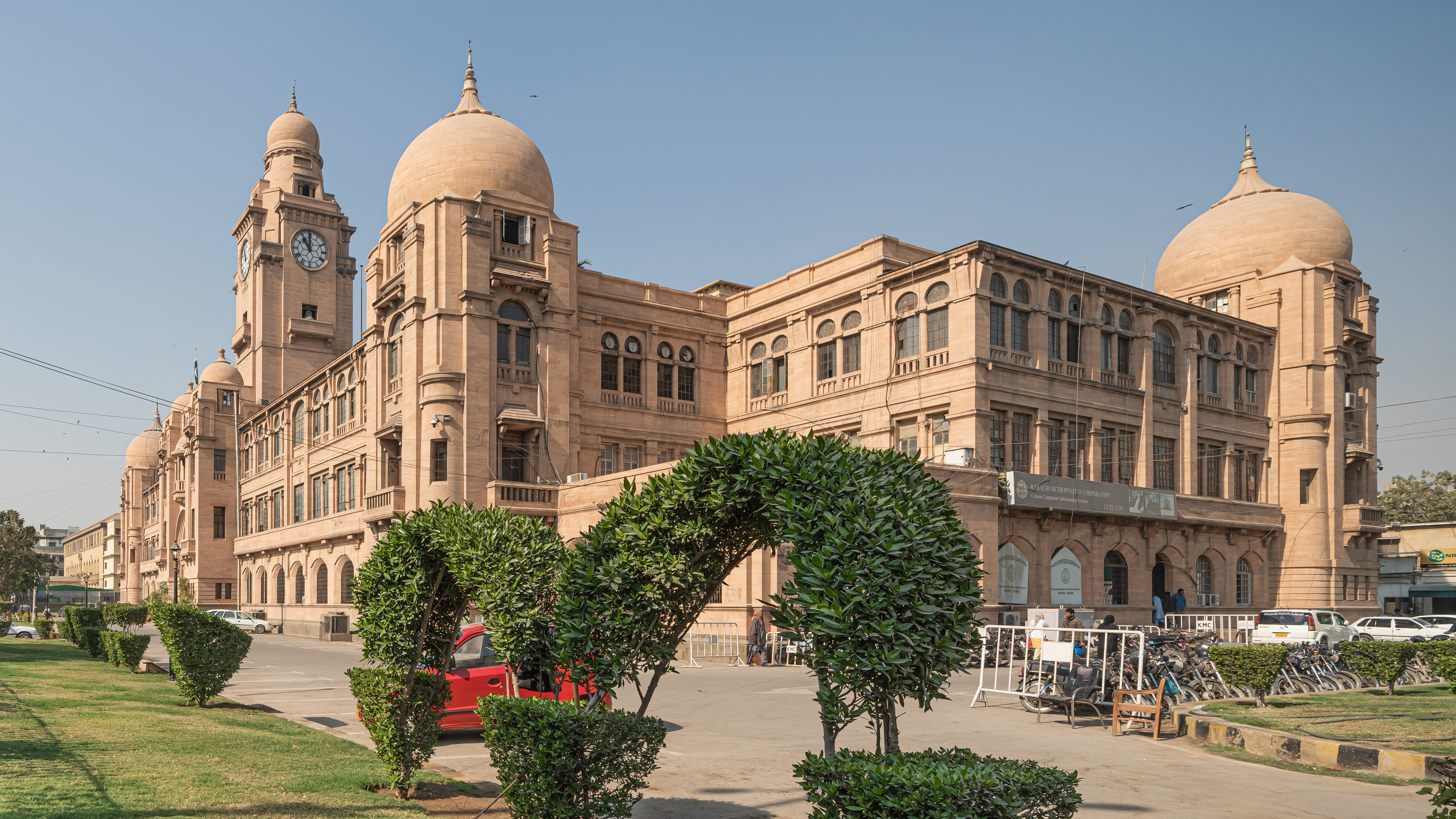
L'Hotel de ville, à Karachi

## Au Royaume-Uni

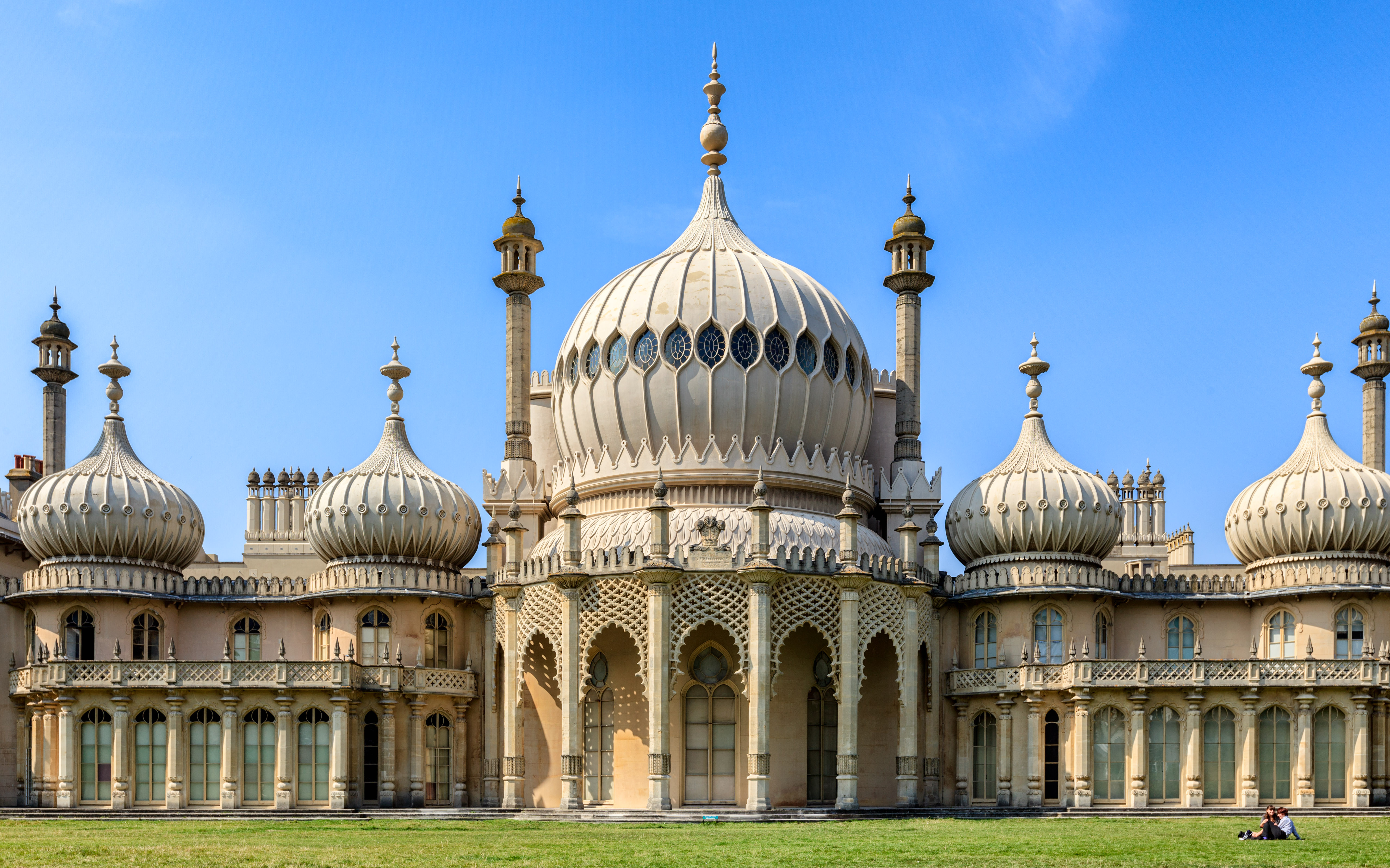
Royal Pavilion, Brighton
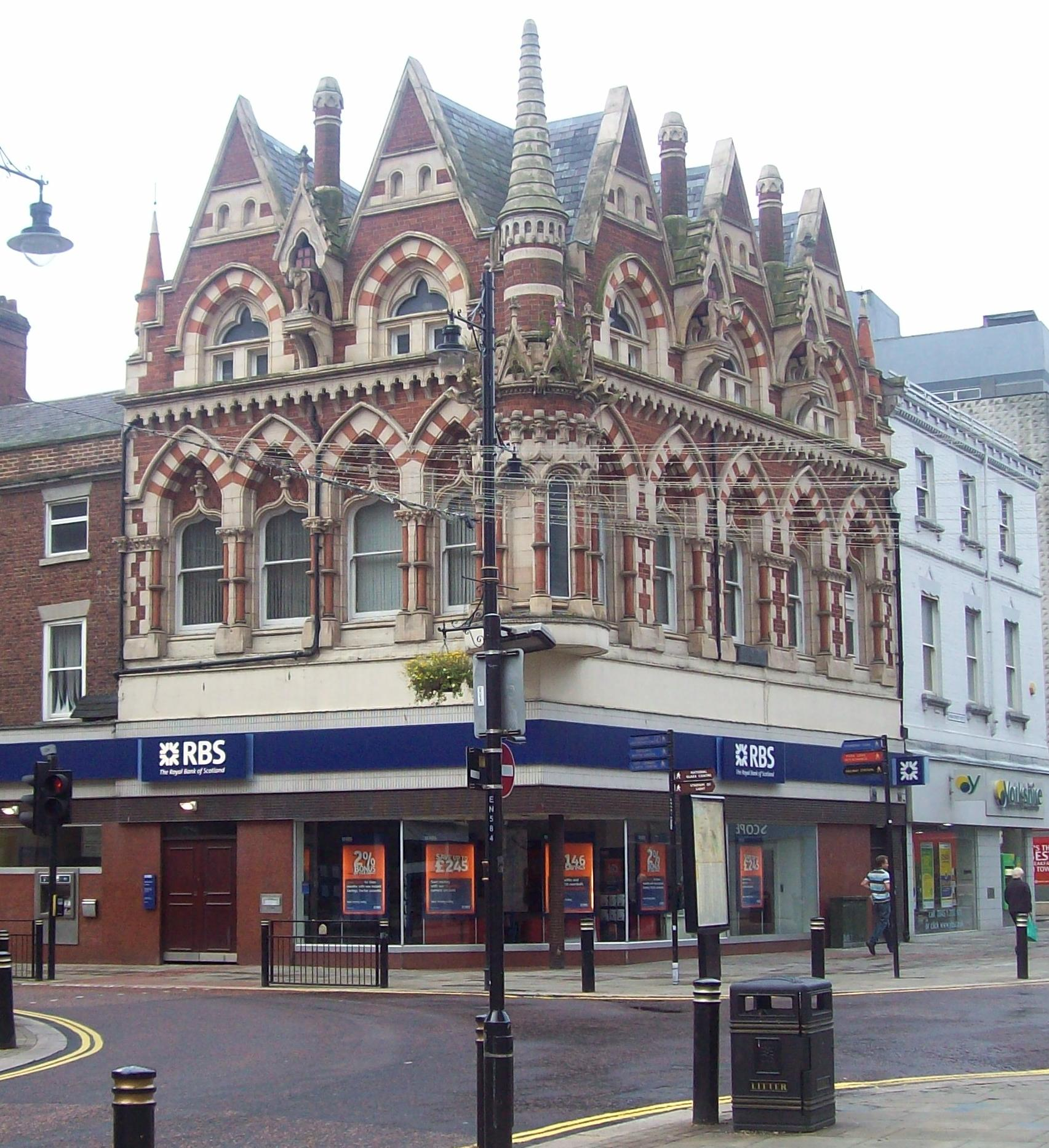
Elephant Tea Rooms, Sunderland
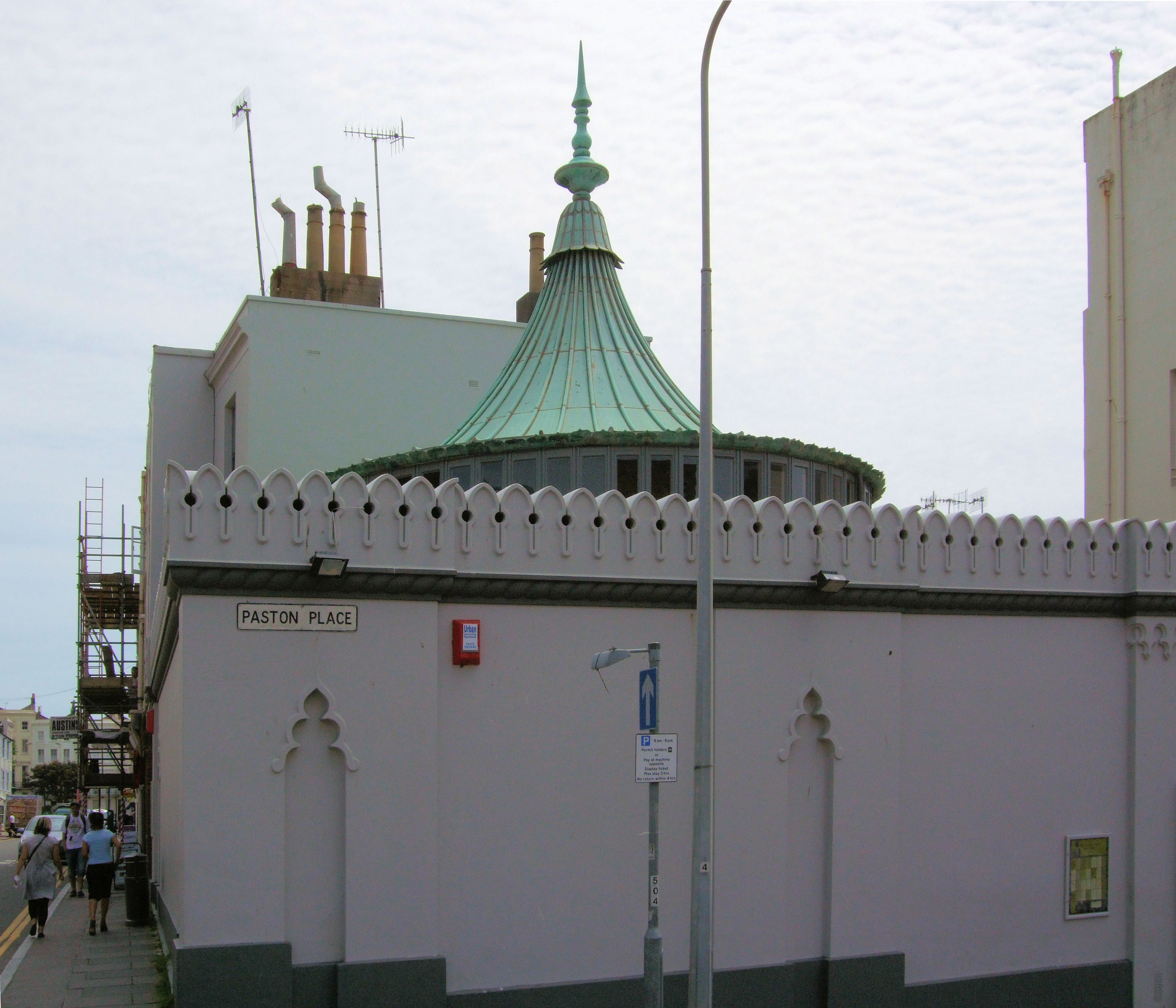
Mausolée Sassoon, Brighton
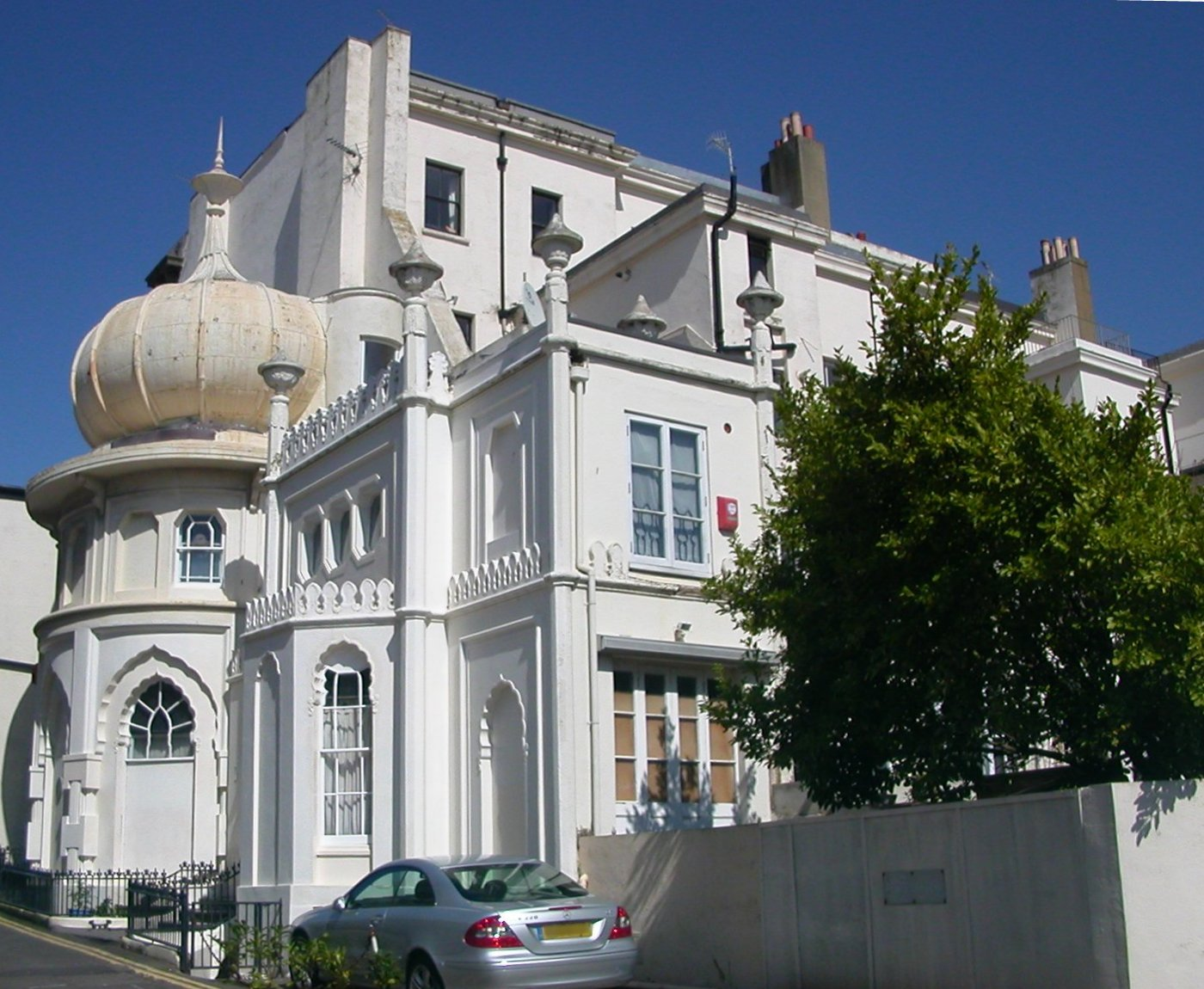
Western Pavilion, Brighton
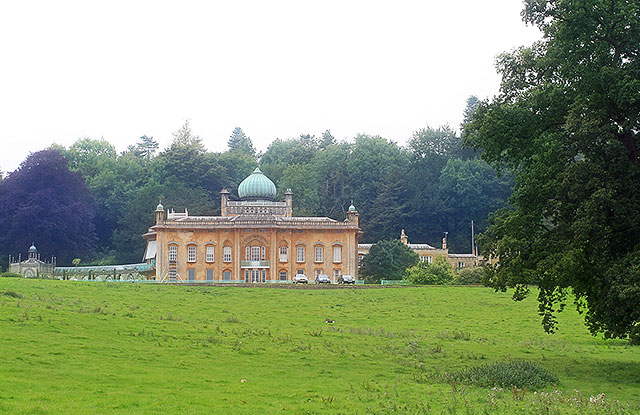
Sezincote House, Gloucestershire

## En Malaisie

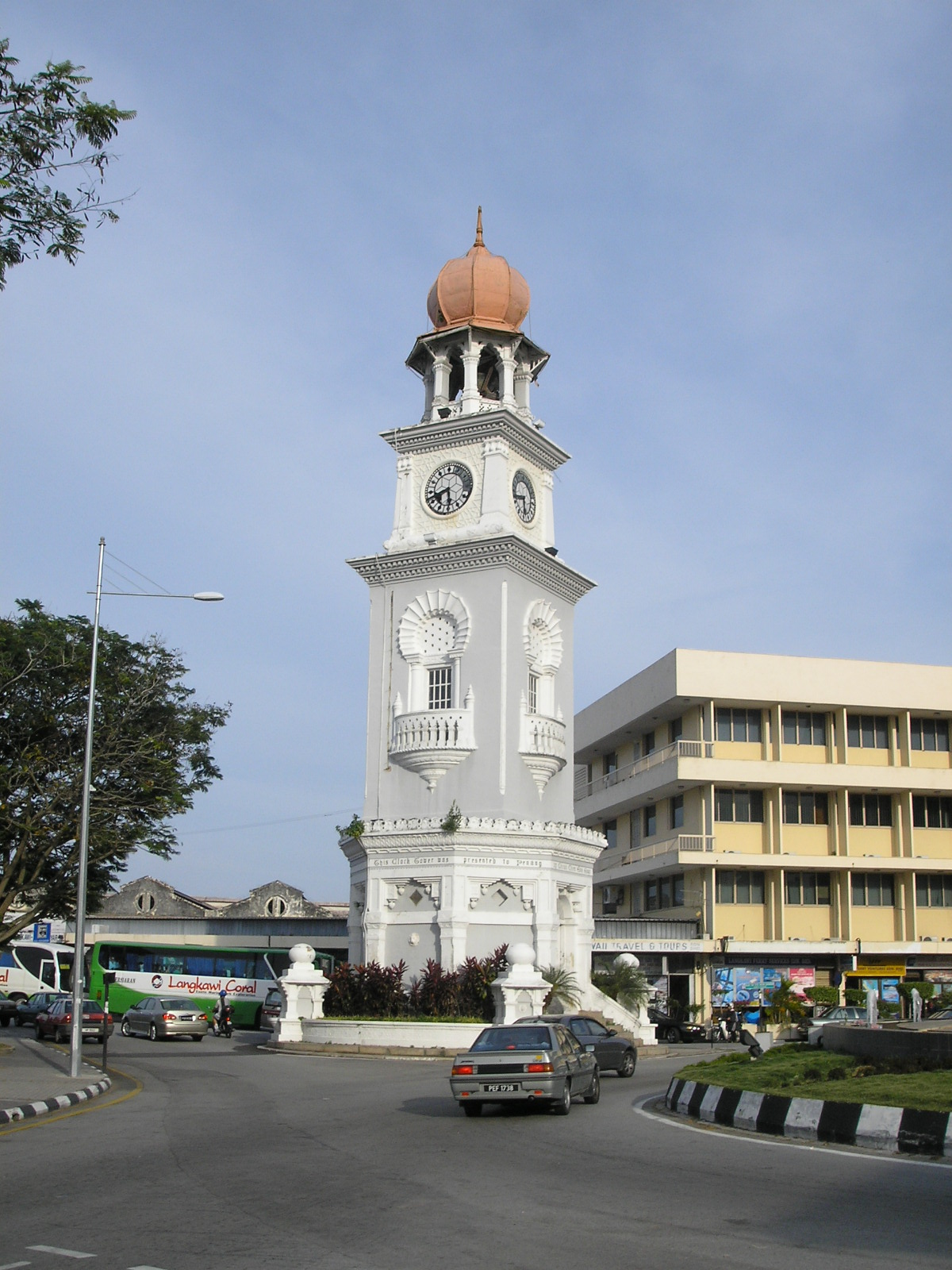
Horloge du jubilé de Diamant de la Reine Victoria, Penang.
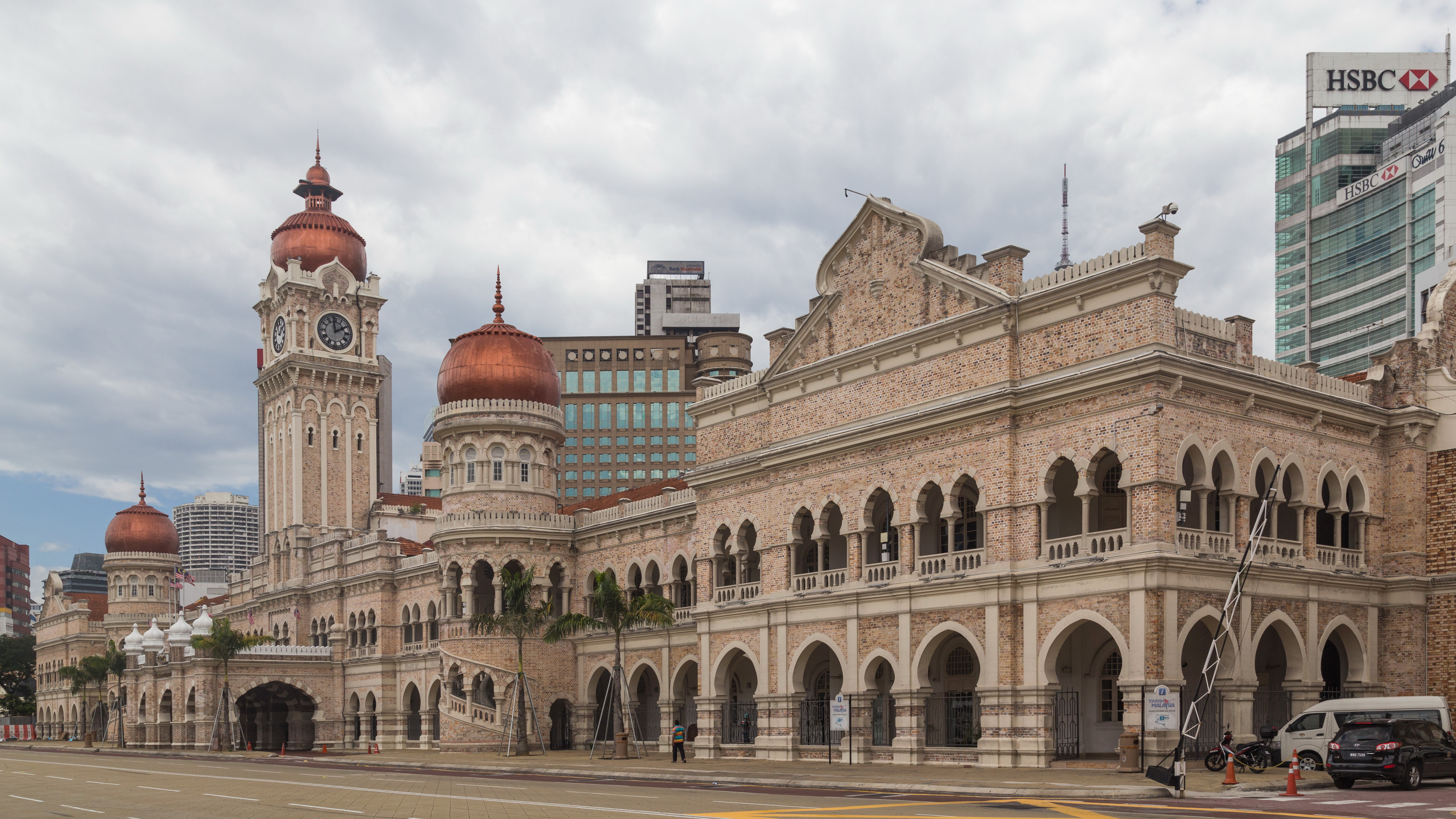
Édifice Sultan Abdul Samad, Kuala Lumpur.
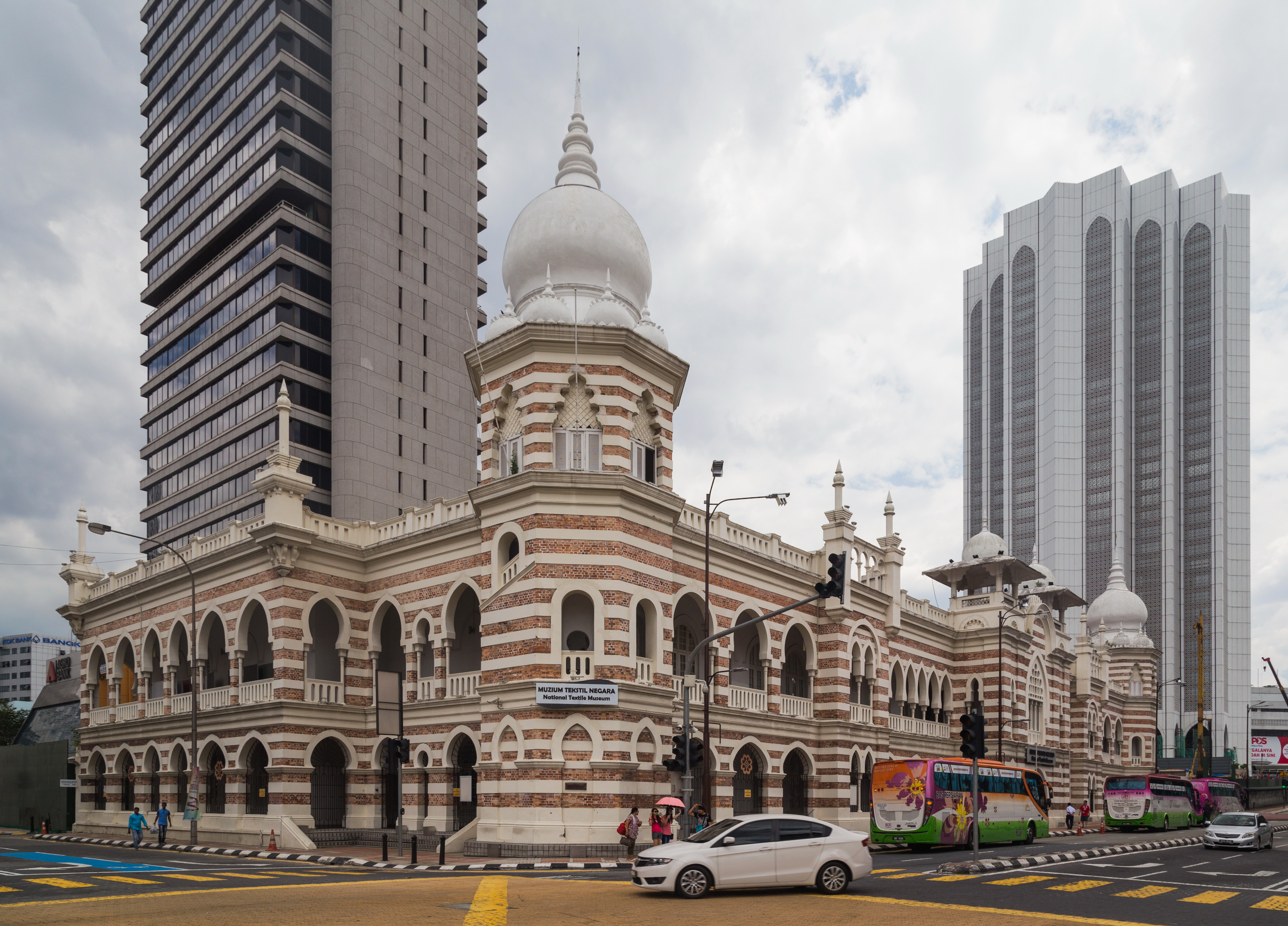
Textile Museum, Kuala Lumpur.
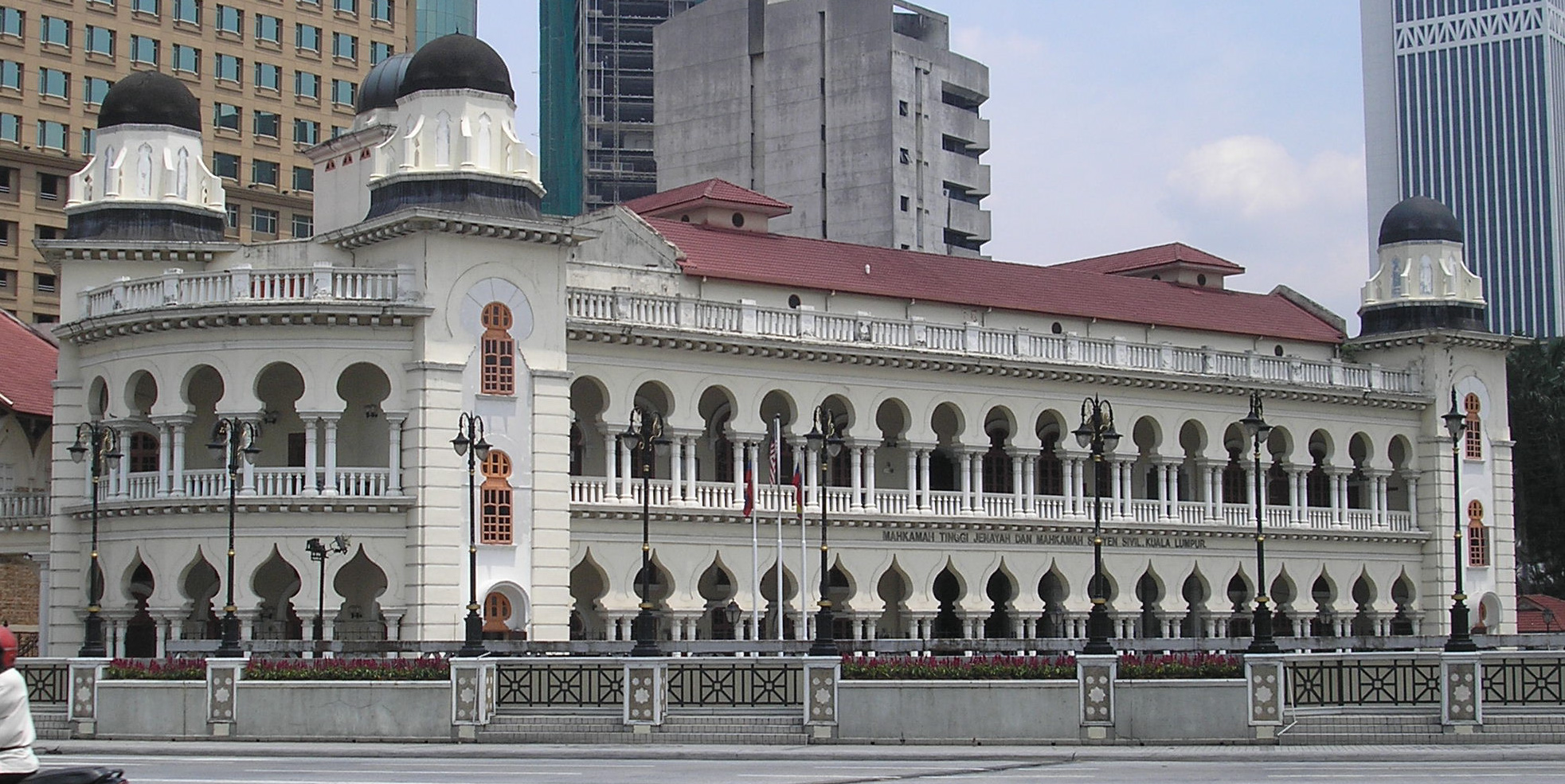
Ancien tribunal, Kuala Lumpur.
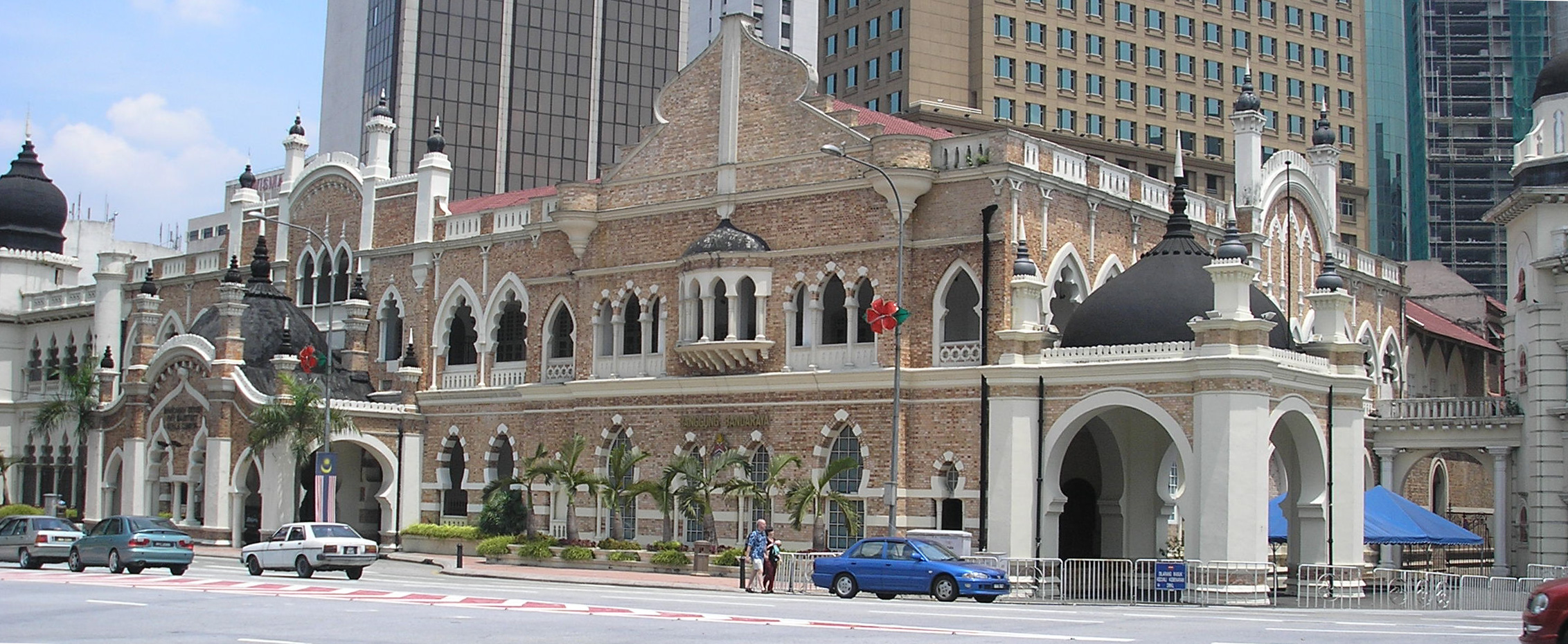
Ancienne mairie, Kuala Lumpur.
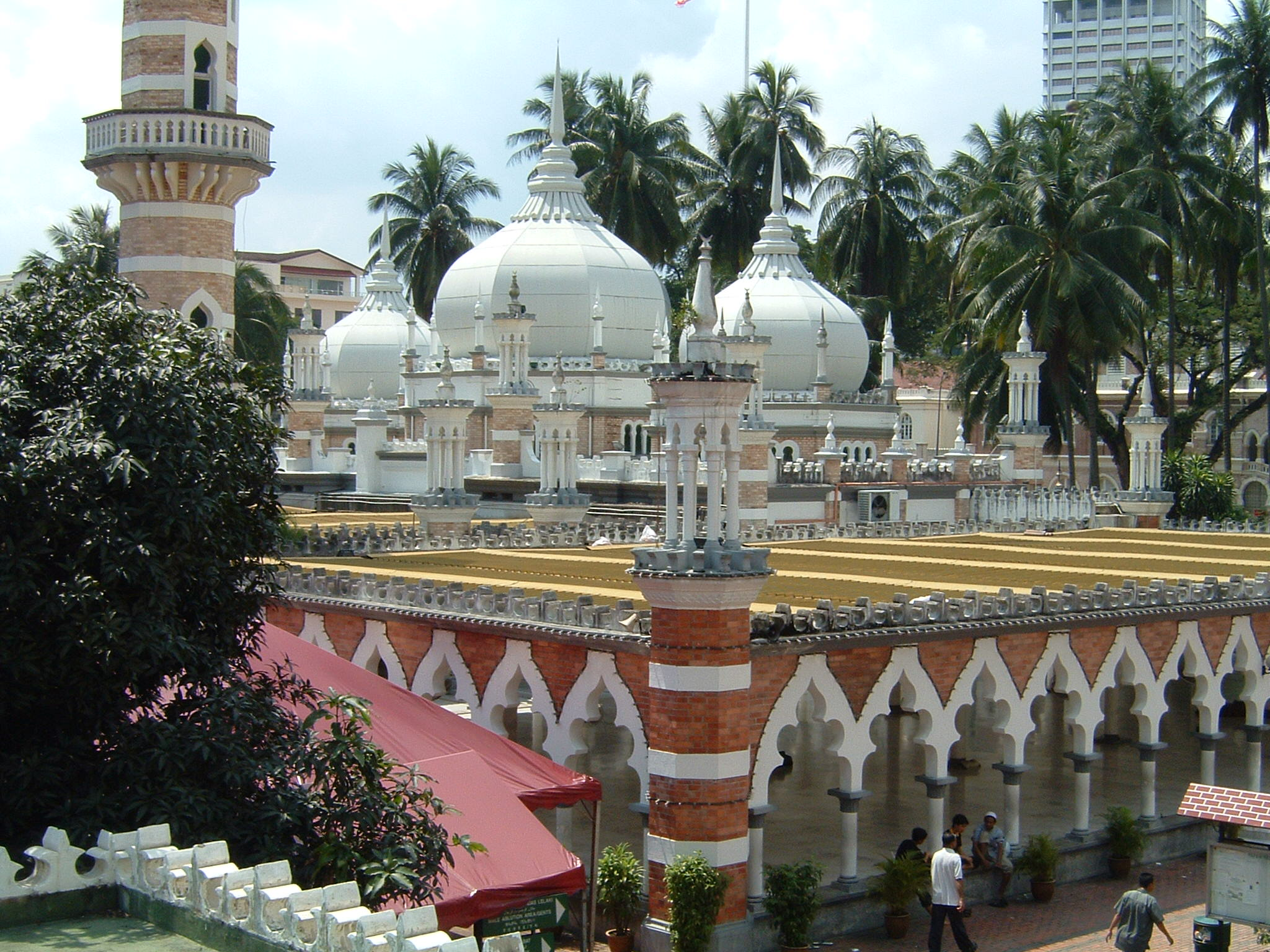
Mosquée Jamek, Kuala Lumpur.
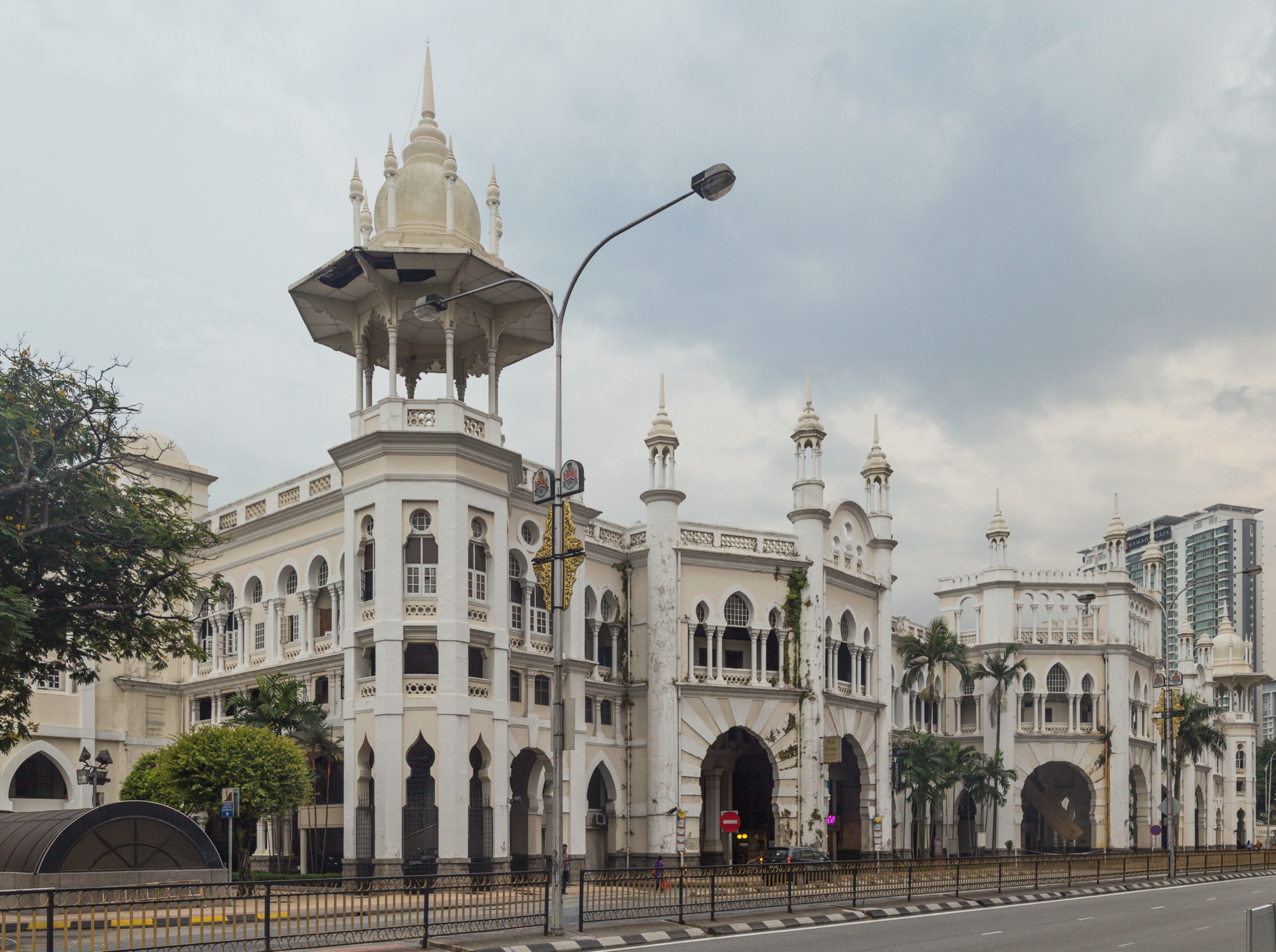
Gare de Kuala Lumpur.
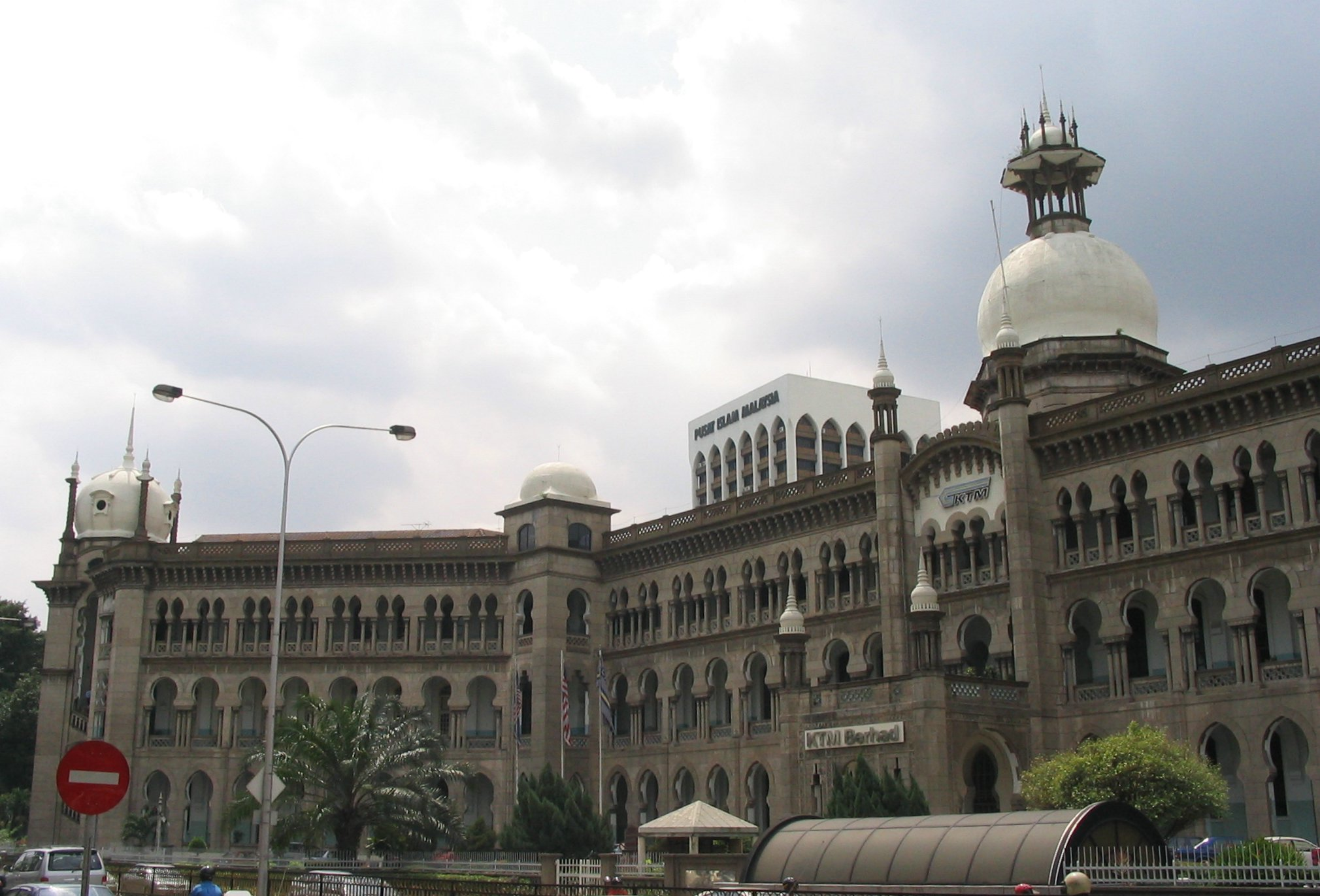
Immeuble des chemins de fer de Kuala Lumpur.
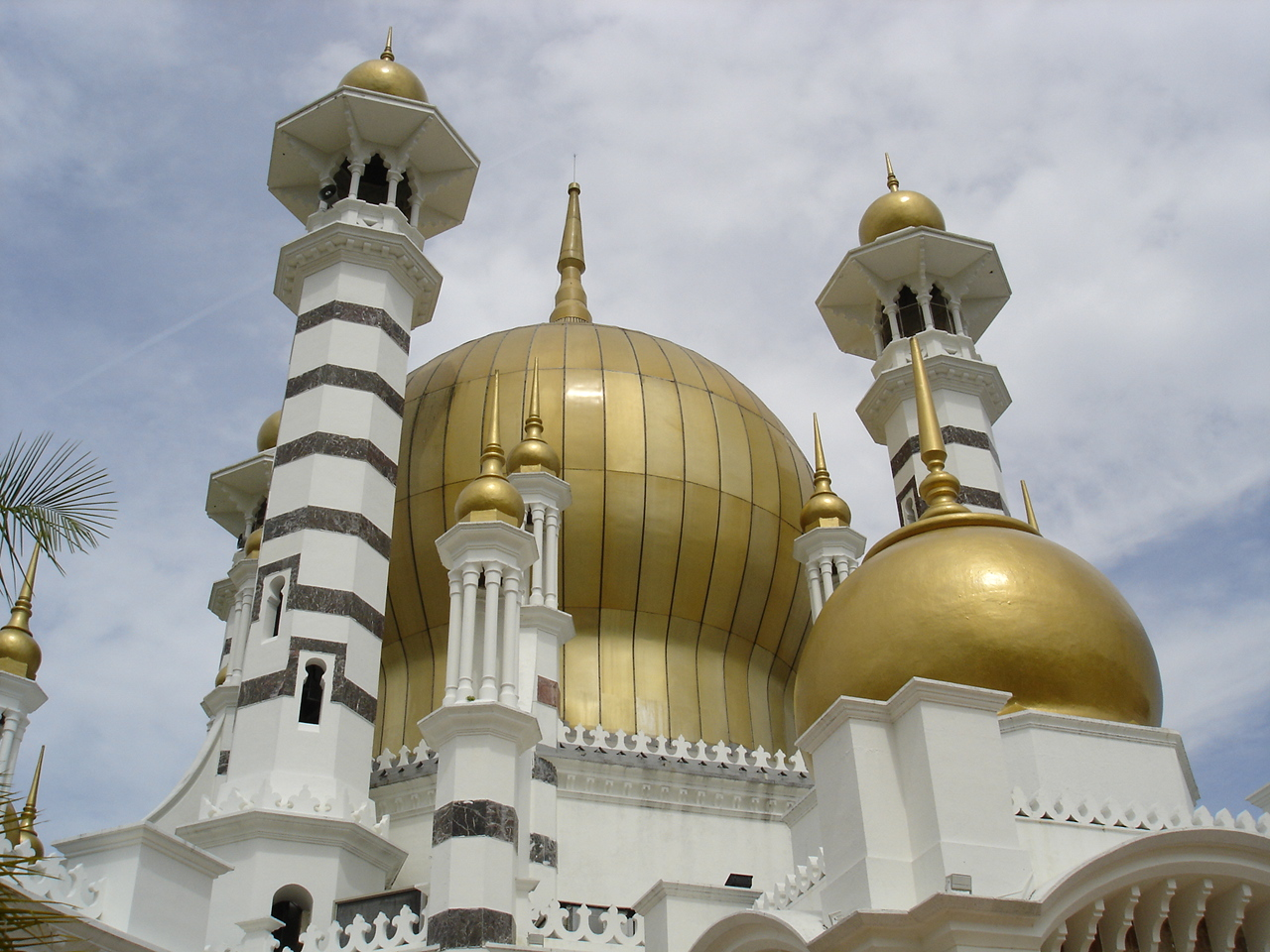
Mosquée Ubudiah, Kuala Kangsar.
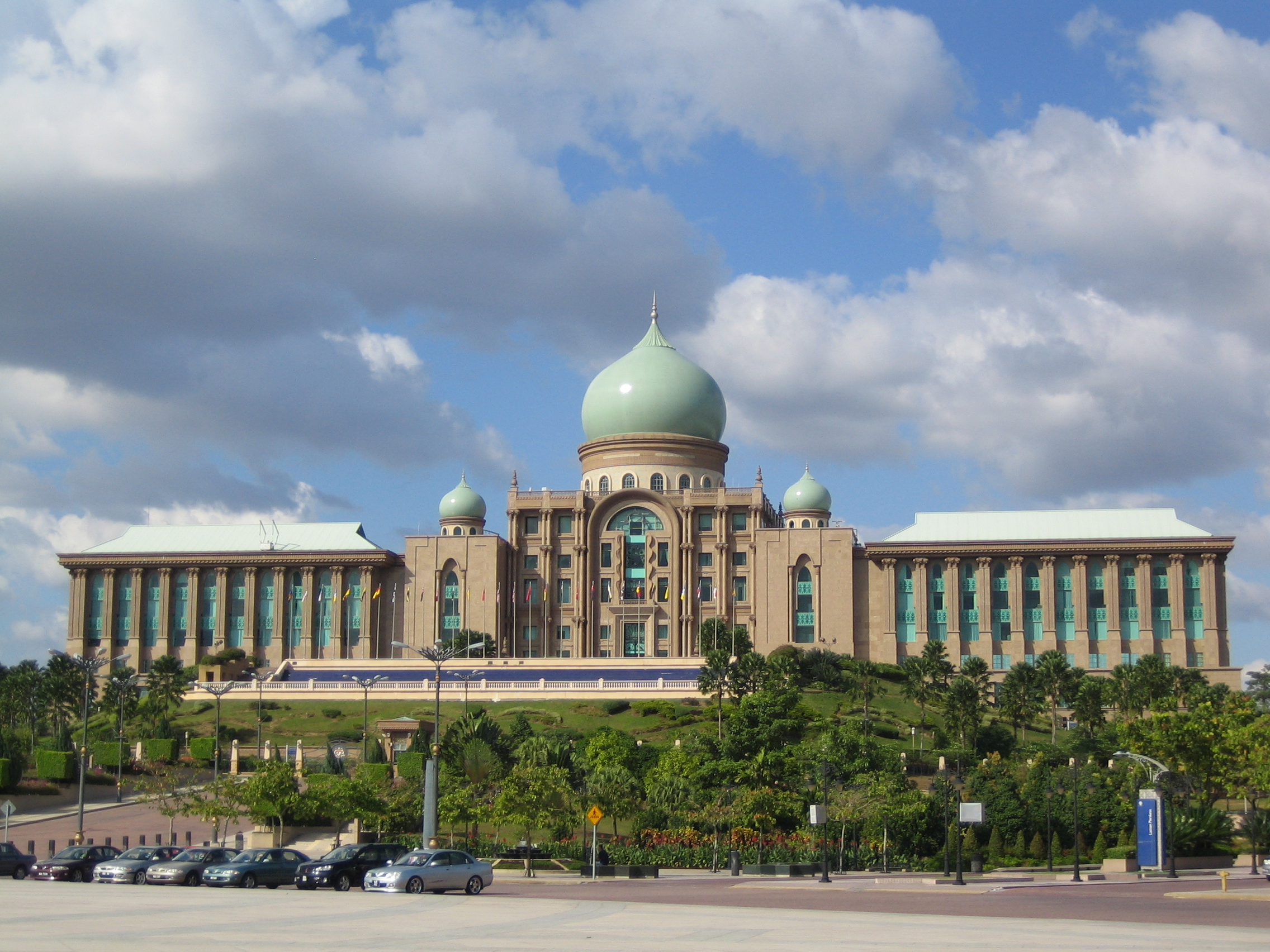
Bâtiments de Perdana Putra, Putrajaya.
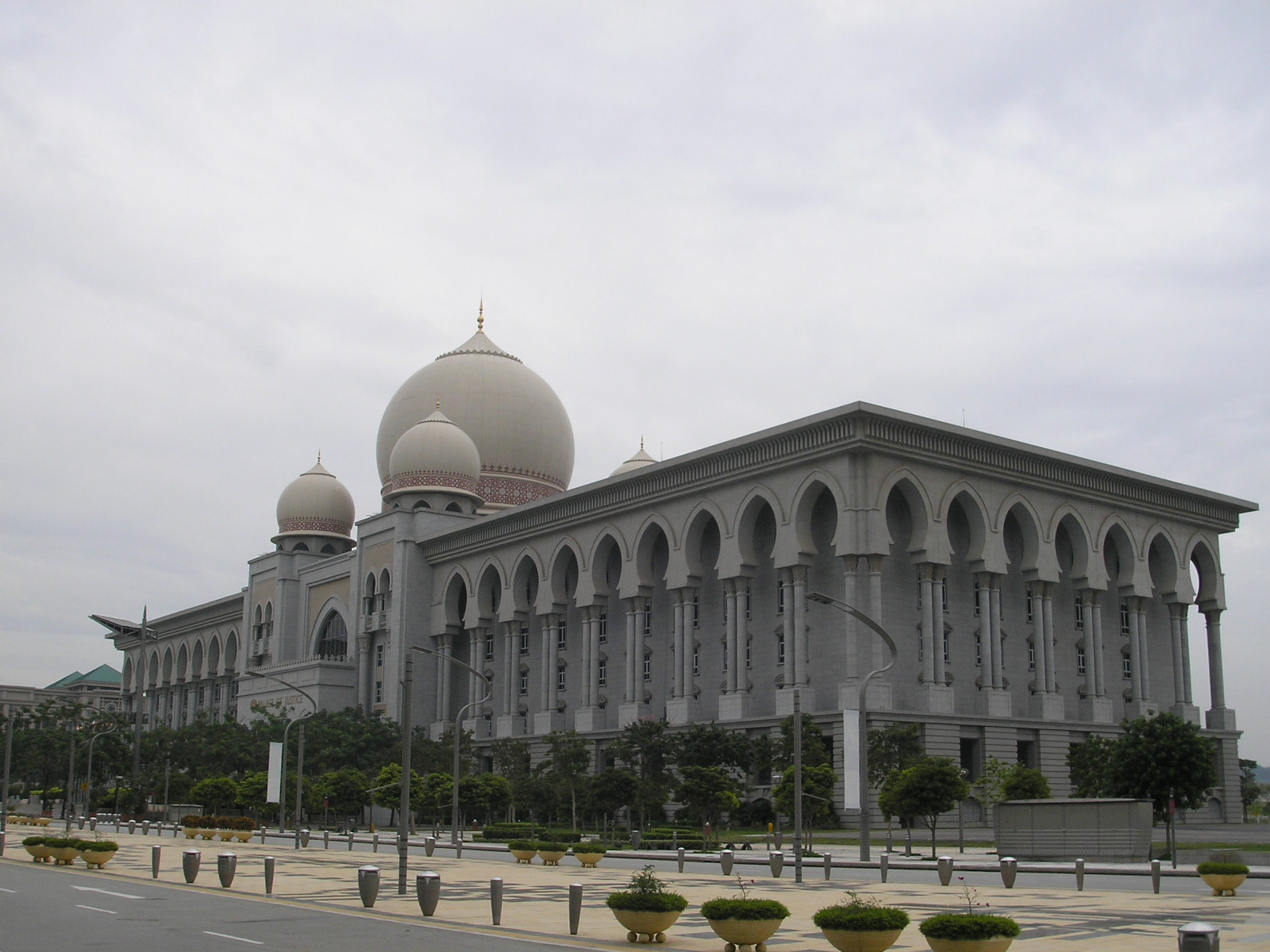
Palais de justice de Putrajaya.

## Autres pays

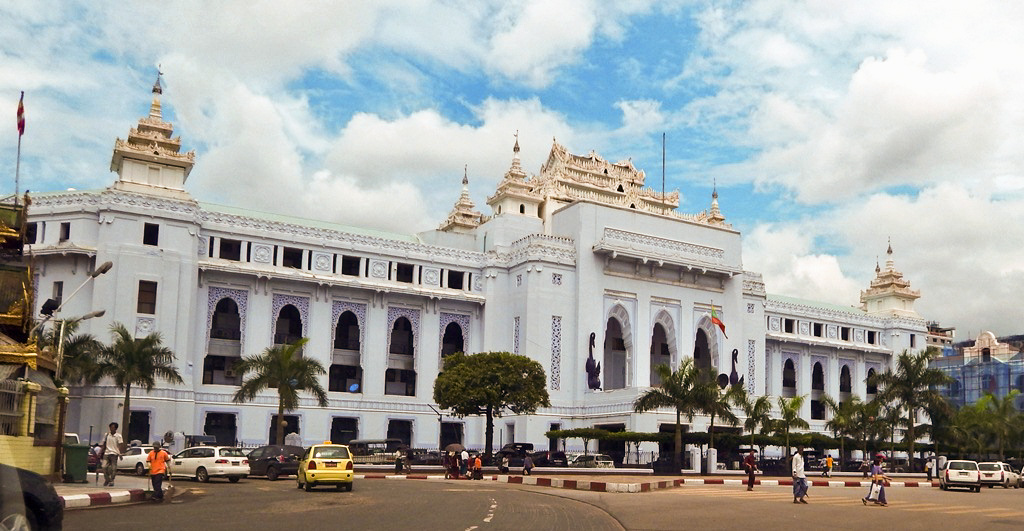
Mairie de Rangoon, Birmanie
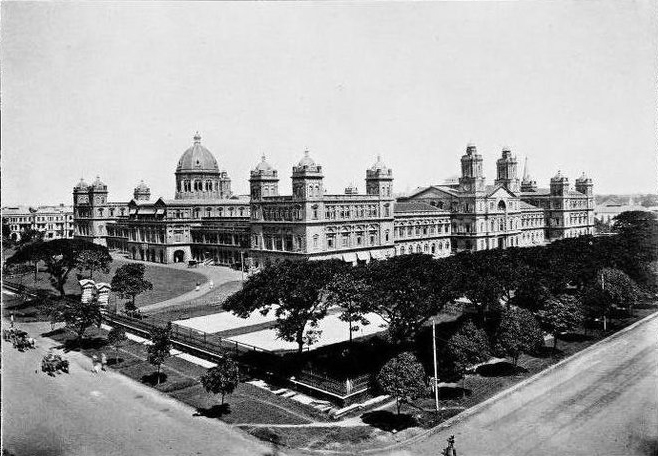
Secretariat Building à Rangoon, Birmanie